# 国民体育大会冬季大会スキー競技会ノルディックスキー・クロスカントリー
国民体育大会冬季大会スキー競技会ノルディックスキー・クロスカントリー（こくみんたいいくたいかいとうきたいかいスキーきょうぎかいノルディックスキークロスカントリー）は、国民体育大会冬季大会におけるクロスカントリースキー競技である。

## 競技方法
個人競技は各都道府県より成年男子A・B・Cそれぞれ3名、成年女子A3名、B2名、少年男子6名、少年女子4名の出場枠が与えられている。成年男子A・Bと少年男子は10kmクラシカル、成年男子Cと女子は5kmクラシカル。リレー競技は成年男子・少年男子・女子の3区分に分けられ、それぞれ6名以内（走者4名）をエントリー。ただし、女子は走者4名のうち少なくとも2名を少年として第1・2走者にエントリーする必要がある。距離は男子10km×4、女子5km×4、フリー走法。
1948年の第3回から1950年の第5回までは全日本選手権と併せて開催されていた。
2024年大会から「国民体育大会」の名称が「国民スポーツ大会」に変更される。英語表記は「NATIONAL SPORTS FESTIVAL」から「JAPAN GAMES」となる。

## 大会成績
| 回数     | 年度   | 会場                  | 種目                                                                              | 優勝者                                                                            | 所属                                                                              | 備考                                                                              |
| -------- | ------ | --------------------- | --------------------------------------------------------------------------------- | --------------------------------------------------------------------------------- | --------------------------------------------------------------------------------- | --------------------------------------------------------------------------------- |
| 第1回    | 1947年 | 北海道                | 列車並びに青函連絡船の混雑と、 スキーの託送問題の解決の見通しがつかず中止された。 | 列車並びに青函連絡船の混雑と、 スキーの託送問題の解決の見通しがつかず中止された。 | 列車並びに青函連絡船の混雑と、 スキーの託送問題の解決の見通しがつかず中止された。 | 列車並びに青函連絡船の混雑と、 スキーの託送問題の解決の見通しがつかず中止された。 |
| 第2回    |        |                       | 欠回                                                                              | 欠回                                                                              | 欠回                                                                              | 欠回                                                                              |
| 第3回    | 1948年 | 長野県 野沢温泉       | リレー                                                                            | 長野県（片桐 - 小林 - 富井 - 清水）                                               | 長野県（片桐 - 小林 - 富井 - 清水）                                               | 全日本選手権と併催                                                                |
| 第3回    | 1948年 | 長野県 野沢温泉       | 15km成年                                                                          | 落合力松                                                                          | 北海道                                                                            | 全日本選手権と併催                                                                |
| 第3回    | 1948年 | 長野県 野沢温泉       | 15km少年                                                                          | 釣井賢                                                                            | 東京都                                                                            | 全日本選手権と併催                                                                |
| 第3回    | 1948年 | 長野県 野沢温泉       | 15km壮年                                                                          | 村井勇吉                                                                          | 北海道                                                                            | 全日本選手権と併催                                                                |
| 第3回    | 1948年 | 長野県 野沢温泉       | 耐久(50km）                                                                       | 井上健二                                                                          | 北海道                                                                            | 全日本選手権と併催                                                                |
| 第4回    | 1949年 | 北海道 札幌           | リレー                                                                            | 北海道（平野 - 高橋 - 小西 - 落合）                                               | 北海道（平野 - 高橋 - 小西 - 落合）                                               | 全日本選手権と併催                                                                |
| 第4回    | 1949年 | 北海道 札幌           | 15km成年                                                                          | 山本謙一                                                                          | 青森県                                                                            | 全日本選手権と併催                                                                |
| 第4回    | 1949年 | 北海道 札幌           | 15km少年                                                                          | 八重樫久茂                                                                        | 北海道                                                                            | 全日本選手権と併催                                                                |
| 第4回    | 1949年 | 北海道 札幌           | 15km壮年                                                                          | 松橋朝一                                                                          | 埼玉県                                                                            | 全日本選手権と併催                                                                |
| 第4回    | 1949年 | 北海道 札幌           | 耐久(50km)                                                                        | 落合力松                                                                          | 北海道                                                                            | 全日本選手権と併催                                                                |
| 第5回    | 1950年 | 山形県 米沢・五色温泉 | リレー                                                                            | 青森県（岸 - 山田 - 山本 - 丹場）                                                 | 青森県（岸 - 山田 - 山本 - 丹場）                                                 | 全日本選手権と併催                                                                |
| 第5回    | 1950年 | 山形県 米沢・五色温泉 | 15km成年                                                                          | 山田九八                                                                          | 青森県                                                                            | 全日本選手権と併催                                                                |
| 第5回    | 1950年 | 山形県 米沢・五色温泉 | 15km少年                                                                          | 関戸茂                                                                            | 北海道                                                                            | 全日本選手権と併催                                                                |
| 第5回    | 1950年 | 山形県 米沢・五色温泉 | 15km壮年                                                                          | 松橋朝一                                                                          | 埼玉県                                                                            | 全日本選手権と併催                                                                |
| 第5回    | 1950年 | 山形県 米沢・五色温泉 | 耐久(50km)                                                                        | 平野文雄                                                                          | 北海道                                                                            | 全日本選手権と併催                                                                |
| 第6回    | 1951年 | 新潟県 高田・赤倉     | 雪不足のため中止                                                                  | 雪不足のため中止                                                                  | 雪不足のため中止                                                                  | 雪不足のため中止                                                                  |
| 第7回    | 1952年 | 北海道 小樽           | リレー一般男子                                                                    | 北海道（小西 - 平野 - 落合 - 菊地 - 熊谷）                                        | 北海道（小西 - 平野 - 落合 - 菊地 - 熊谷）                                        |                                                                                   |
| 第7回    | 1952年 | 北海道 小樽           | リレー女子                                                                        | 北海道（外崎 - 須田 - 笹谷）                                                      | 北海道（外崎 - 須田 - 笹谷）                                                      |                                                                                   |
| 第7回    | 1952年 | 北海道 小樽           | リレー高校男子                                                                    | 北海道（本間 - 伊藤 - 阿部 - 鈴木 - 島田）                                        | 北海道（本間 - 伊藤 - 阿部 - 鈴木 - 島田）                                        |                                                                                   |
| 第7回    | 1952年 | 北海道 小樽           | 成年男子10km                                                                      | 宮尾辰男                                                                          | 新潟県                                                                            |                                                                                   |
| 第7回    | 1952年 | 北海道 小樽           | 少年男子10km                                                                      | 角幸造                                                                            | 秋田県                                                                            |                                                                                   |
| 第7回    | 1952年 | 北海道 小樽           | 壮年男子10km                                                                      | 峰村信治                                                                          | 北海道                                                                            |                                                                                   |
| 第7回    | 1952年 | 北海道 小樽           | 耐久(30km)                                                                        | 藤枝昭三                                                                          | 秋田県                                                                            |                                                                                   |
| 第7回    | 1952年 | 北海道 小樽           | 女子4km                                                                           | 後藤美智子                                                                        | 新潟県                                                                            |                                                                                   |
| 第8回    | 1953年 | 秋田県 大館・大湯     | リレー一般男子                                                                    | 北海道（村本 - 小西 - 菊地 - 塩田 - 平野）                                        | 北海道（村本 - 小西 - 菊地 - 塩田 - 平野）                                        |                                                                                   |
| 第8回    | 1953年 | 秋田県 大館・大湯     | リレー女子                                                                        | 北海道（須田 - 笹谷 - 藤田）                                                      | 北海道（須田 - 笹谷 - 藤田）                                                      |                                                                                   |
| 第8回    | 1953年 | 秋田県 大館・大湯     | リレー高校男子                                                                    | 青森県（山田 - 福井 - 村上 - 加川 - 岸）                                          | 青森県（山田 - 福井 - 村上 - 加川 - 岸）                                          |                                                                                   |
| 第8回    | 1953年 | 秋田県 大館・大湯     | 成年男子15km                                                                      | 角昭吾                                                                            | 秋田県                                                                            |                                                                                   |
| 第8回    | 1953年 | 秋田県 大館・大湯     | 少年男子15km                                                                      | 岸主税                                                                            | 青森県                                                                            |                                                                                   |
| 第8回    | 1953年 | 秋田県 大館・大湯     | 壮年男子10km                                                                      | 児玉兵一                                                                          | 秋田県                                                                            |                                                                                   |
| 第8回    | 1953年 | 秋田県 大館・大湯     | 女子4km                                                                           | 横山良子                                                                          | 新潟県                                                                            |                                                                                   |
| 第9回    | 1954年 | 長野県 野沢温泉       | リレー一般男子                                                                    | 北海道（菊地 - 釣井 - 村本 - 落合）                                               | 北海道（菊地 - 釣井 - 村本 - 落合）                                               |                                                                                   |
| 第9回    | 1954年 | 長野県 野沢温泉       | リレー女子                                                                        | 北海道（外山 - 須田 - 笹谷 - 藤田）                                               | 北海道（外山 - 須田 - 笹谷 - 藤田）                                               |                                                                                   |
| 第9回    | 1954年 | 長野県 野沢温泉       | リレー高校男子                                                                    | 北海道（岩本 - 朝倉 - 佐藤 - 田中）                                               | 北海道（岩本 - 朝倉 - 佐藤 - 田中）                                               |                                                                                   |
| 第9回    | 1954年 | 長野県 野沢温泉       | 成年男子15km                                                                      | 塩島澄博                                                                          | 長野県                                                                            |                                                                                   |
| 第9回    | 1954年 | 長野県 野沢温泉       | 教員15km                                                                          | 庭野昭一                                                                          | 新潟県                                                                            |                                                                                   |
| 第9回    | 1954年 | 長野県 野沢温泉       | 少年男子15km                                                                      | 山口一夫                                                                          | 岩手県                                                                            |                                                                                   |
| 第9回    | 1954年 | 長野県 野沢温泉       | 壮年男子15km                                                                      | 落合力松                                                                          | 北海道                                                                            |                                                                                   |
| 第9回    | 1954年 | 長野県 野沢温泉       | 女子4km                                                                           | 横山妙子                                                                          | 新潟県                                                                            |                                                                                   |
| 第10回   | 1955年 | 北海道 旭川・神居     | リレー一般男子                                                                    | 秋田県（鎌田 - 角 - 藤枝 - 角 - 武石）                                            | 秋田県（鎌田 - 角 - 藤枝 - 角 - 武石）                                            |                                                                                   |
| 第10回   | 1955年 | 北海道 旭川・神居     | リレー女子                                                                        | 北海道（外山 - 須田 - 笹谷）                                                      | 北海道（外山 - 須田 - 笹谷）                                                      |                                                                                   |
| 第10回   | 1955年 | 北海道 旭川・神居     | リレー高校男子                                                                    | 新潟県（丸山 - 荒井 - 宮下 - 五十嵐 - 後藤）                                      | 新潟県（丸山 - 荒井 - 宮下 - 五十嵐 - 後藤）                                      |                                                                                   |
| 第10回   | 1955年 | 北海道 旭川・神居     | 成年男子15km                                                                      | 宮尾辰男                                                                          | 新潟県                                                                            |                                                                                   |
| 第10回   | 1955年 | 北海道 旭川・神居     | 教員15km                                                                          | 池田茂                                                                            | 新潟県                                                                            |                                                                                   |
| 第10回   | 1955年 | 北海道 旭川・神居     | 少年男子15km                                                                      | 佐藤武夫                                                                          | 北海道                                                                            |                                                                                   |
| 第10回   | 1955年 | 北海道 旭川・神居     | 壮年男子15km                                                                      | 福士啓吉                                                                          | 北海道                                                                            |                                                                                   |
| 第10回   | 1955年 | 北海道 旭川・神居     | 女子4km                                                                           | 笹谷敏子                                                                          | 北海道                                                                            |                                                                                   |
| 第11回   | 1956年 | 青森県 大鰐           | リレー一般男子                                                                    | 北海道（村井 - 塩田 - 村本 - 小西 - 河村）                                        | 北海道（村井 - 塩田 - 村本 - 小西 - 河村）                                        |                                                                                   |
| 第11回   | 1956年 | 青森県 大鰐           | リレー女子                                                                        | 北海道（外山 - 堀 - 須田）                                                        | 北海道（外山 - 堀 - 須田）                                                        |                                                                                   |
| 第11回   | 1956年 | 青森県 大鰐           | リレー高校男子                                                                    | 長野県（荒井 - 佐藤 - 矢口 - 広瀬 - 清水）                                        | 長野県（荒井 - 佐藤 - 矢口 - 広瀬 - 清水）                                        |                                                                                   |
| 第11回   | 1956年 | 青森県 大鰐           | 成年男子15km                                                                      | 角昭吾                                                                            | 秋田県                                                                            |                                                                                   |
| 第11回   | 1956年 | 青森県 大鰐           | 教員15km                                                                          | 池田茂                                                                            | 新潟県                                                                            |                                                                                   |
| 第11回   | 1956年 | 青森県 大鰐           | 少年男子15km                                                                      | 小川浩史                                                                          | 長野県                                                                            |                                                                                   |
| 第11回   | 1956年 | 青森県 大鰐           | 壮年男子15km                                                                      | 小西健吾                                                                          | 北海道                                                                            |                                                                                   |
| 第11回   | 1956年 | 青森県 大鰐           | 女子6km                                                                           | 横山良子                                                                          | 北海道                                                                            |                                                                                   |
| 第12回   | 1957年 | 兵庫県 神鍋           | リレー一般男子                                                                    | 北海道（村井 - 清水 - 塩田 - 村本 - 河村）                                        | 北海道（村井 - 清水 - 塩田 - 村本 - 河村）                                        |                                                                                   |
| 第12回   | 1957年 | 兵庫県 神鍋           | リレー女子                                                                        | 新潟県（山川 - 横山妙 - 横山良）                                                  | 新潟県（山川 - 横山妙 - 横山良）                                                  |                                                                                   |
| 第12回   | 1957年 | 兵庫県 神鍋           | リレー高校男子                                                                    | 青森県（相馬 - 山田 - 成田 - 小山 - -広島）                                       | 青森県（相馬 - 山田 - 成田 - 小山 - -広島）                                       |                                                                                   |
| 第12回   | 1957年 | 兵庫県 神鍋           | 成年男子15km                                                                      | 松橋高司                                                                          | 新潟県                                                                            |                                                                                   |
| 第12回   | 1957年 | 兵庫県 神鍋           | 教員15km                                                                          | 桑畑力松                                                                          | 北海道                                                                            |                                                                                   |
| 第12回   | 1957年 | 兵庫県 神鍋           | 少年男子15km                                                                      | 清水昶光                                                                          | 長野県                                                                            |                                                                                   |
| 第12回   | 1957年 | 兵庫県 神鍋           | 壮年男子15km                                                                      | 塩田富治                                                                          | 北海道                                                                            |                                                                                   |
| 第12回   | 1957年 | 兵庫県 神鍋           | 女子6km                                                                           | 横山良子                                                                          | 北海道                                                                            |                                                                                   |
| 第13回   | 1958年 | 北海道 札幌           | リレー一般男子                                                                    | 長野県（岡村 - 佐藤 - 矢口 - 塩島 - 池田）                                        | 長野県（岡村 - 佐藤 - 矢口 - 塩島 - 池田）                                        |                                                                                   |
| 第13回   | 1958年 | 北海道 札幌           | リレー女子                                                                        | 秋田県（小泉 - 藤原 - 戸田）                                                      | 秋田県（小泉 - 藤原 - 戸田）                                                      |                                                                                   |
| 第13回   | 1958年 | 北海道 札幌           | リレー高校男子                                                                    | 青森県（太田 - 山田 - 宮崎 - 成田 - 寺田）                                        | 青森県（太田 - 山田 - 宮崎 - 成田 - 寺田）                                        |                                                                                   |
| 第13回   | 1958年 | 北海道 札幌           | 成年男子15km                                                                      | 塩島澄博                                                                          | 長野県                                                                            |                                                                                   |
| 第13回   | 1958年 | 北海道 札幌           | 教員15km                                                                          | 桑畑力松                                                                          | 北海道                                                                            |                                                                                   |
| 第13回   | 1958年 | 北海道 札幌           | 少年男子15km                                                                      | 国本金男                                                                          | 北海道                                                                            |                                                                                   |
| 第13回   | 1958年 | 北海道 札幌           | 壮年男子15km                                                                      | 落合力松                                                                          | 北海道                                                                            |                                                                                   |
| 第13回   | 1958年 | 北海道 札幌           | 女子6km                                                                           | 須田桂子                                                                          | 北海道                                                                            |                                                                                   |
| 第14回   | 1959年 | 山形県 米沢御成・蔵王 | リレー一般男子                                                                    | 新潟県（高橋 - 北村 - 松橋 - 白岩 - 宮尾）                                        | 新潟県（高橋 - 北村 - 松橋 - 白岩 - 宮尾）                                        |                                                                                   |
| 第14回   | 1959年 | 山形県 米沢御成・蔵王 | リレー女子                                                                        | 新潟県（横山良 - 春日 - 横山妙）                                                  | 新潟県（横山良 - 春日 - 横山妙）                                                  |                                                                                   |
| 第14回   | 1959年 | 山形県 米沢御成・蔵王 | リレー高校男子                                                                    | 北海道（上田 - 佐野 - 佐々木亮 - 佐々木昌 - 大植）                                | 北海道（上田 - 佐野 - 佐々木亮 - 佐々木昌 - 大植）                                |                                                                                   |
| 第14回   | 1959年 | 山形県 米沢御成・蔵王 | 成年男子10km                                                                      | 松橋高司                                                                          | 新潟県                                                                            |                                                                                   |
| 第14回   | 1959年 | 山形県 米沢御成・蔵王 | 教員10km                                                                          | 桑畑力松                                                                          | 北海道                                                                            |                                                                                   |
| 第14回   | 1959年 | 山形県 米沢御成・蔵王 | 少年男子10km                                                                      | 佐々木亮                                                                          | 北海道                                                                            |                                                                                   |
| 第14回   | 1959年 | 山形県 米沢御成・蔵王 | 壮年男子10km                                                                      | 加藤正英                                                                          | 新潟県                                                                            |                                                                                   |
| 第14回   | 1959年 | 山形県 米沢御成・蔵王 | 女子6km                                                                           | 横山妙子                                                                          | 新潟県                                                                            |                                                                                   |
| 第15回   | 1960年 | 長野県 山ノ内         | リレー一般男子                                                                    | 新潟県（白岩 - 岡田 - 高橋 - 北村 - 宮尾）                                        | 新潟県（白岩 - 岡田 - 高橋 - 北村 - 宮尾）                                        |                                                                                   |
| 第15回   | 1960年 | 長野県 山ノ内         | リレー女子                                                                        | 新潟県（平山 - 長野 - 横山）                                                      | 新潟県（平山 - 長野 - 横山）                                                      |                                                                                   |
| 第15回   | 1960年 | 長野県 山ノ内         | リレー高校男子                                                                    | 岩手県（工藤 - 児玉 - 深谷 - 鎌田 - 岡本）                                        | 岩手県（工藤 - 児玉 - 深谷 - 鎌田 - 岡本）                                        |                                                                                   |
| 第15回   | 1960年 | 長野県 山ノ内         | 成年男子15km                                                                      | 北村辰夫                                                                          | 新潟県                                                                            |                                                                                   |
| 第15回   | 1960年 | 長野県 山ノ内         | 教員15km                                                                          | 岡田照男                                                                          | 新潟県                                                                            |                                                                                   |
| 第15回   | 1960年 | 長野県 山ノ内         | 少年男子15km                                                                      | 藤井耕造                                                                          | 新潟県                                                                            |                                                                                   |
| 第15回   | 1960年 | 長野県 山ノ内         | 壮年男子15km                                                                      | 郷戸堅一                                                                          | 新潟県                                                                            |                                                                                   |
| 第15回   | 1960年 | 長野県 山ノ内         | 女子6km                                                                           | 高松敏子                                                                          | 岩手県                                                                            |                                                                                   |
| 第16回   | 1961年 | 新潟県 高田・赤倉     | リレー一般男子(5×10km)                                                            | 長野県（岡村 - 塩島 - 佐藤 - 池田 - 矢口）                                        | 長野県（岡村 - 塩島 - 佐藤 - 池田 - 矢口）                                        |                                                                                   |
| 第16回   | 1961年 | 新潟県 高田・赤倉     | リレー女子(3×3km）                                                                | 新潟県（横山光 - 小林 - 横山妙）                                                  | 新潟県（横山光 - 小林 - 横山妙）                                                  |                                                                                   |
| 第16回   | 1961年 | 新潟県 高田・赤倉     | リレー高校男子(5×10km)                                                            | 岩手県（高橋 - 深谷 - 鈴木 - 照井 - 関本）                                        | 岩手県（高橋 - 深谷 - 鈴木 - 照井 - 関本）                                        |                                                                                   |
| 第16回   | 1961年 | 新潟県 高田・赤倉     | 成年男子15km                                                                      | 北村辰夫                                                                          | 新潟県                                                                            |                                                                                   |
| 第16回   | 1961年 | 新潟県 高田・赤倉     | 教員15km                                                                          | 神出助次郎                                                                        | 岐阜県                                                                            |                                                                                   |
| 第16回   | 1961年 | 新潟県 高田・赤倉     | 少年男子15km                                                                      | 成田忠義                                                                          | 青森県                                                                            |                                                                                   |
| 第16回   | 1961年 | 新潟県 高田・赤倉     | 壮年男子15km                                                                      | 郷戸堅一                                                                          | 新潟県                                                                            |                                                                                   |
| 第16回   | 1961年 | 新潟県 高田・赤倉     | 女子6km                                                                           | 小林ヨイ                                                                          | 新潟県                                                                            |                                                                                   |
| 第17回   | 1962年 | 北海道 小樽           | リレー一般男子                                                                    | 北海道（渋谷 - 藤崎 - 栗田 - 河村 - 新）                                          | 北海道（渋谷 - 藤崎 - 栗田 - 河村 - 新）                                          |                                                                                   |
| 第17回   | 1962年 | 北海道 小樽           | リレー女子                                                                        | 新潟県（富沢 - 片桐 - 横山）                                                      | 新潟県（富沢 - 片桐 - 横山）                                                      |                                                                                   |
| 第17回   | 1962年 | 北海道 小樽           | リレー高校男子                                                                    | 北海道（玉川 - 打矢 - 辻村 - 石村 - 阿部）                                        | 北海道（玉川 - 打矢 - 辻村 - 石村 - 阿部）                                        |                                                                                   |
| 第17回   | 1962年 | 北海道 小樽           | 成年男子15km                                                                      | 河村昭夫                                                                          | 北海道                                                                            |                                                                                   |
| 第17回   | 1962年 | 北海道 小樽           | 教員15km                                                                          | 神出助次郎                                                                        | 岐阜県                                                                            |                                                                                   |
| 第17回   | 1962年 | 北海道 小樽           | 少年男子15km                                                                      | 深谷政光                                                                          | 岩手県                                                                            |                                                                                   |
| 第17回   | 1962年 | 北海道 小樽           | 壮年男子15km                                                                      | 塩田富治                                                                          | 北海道                                                                            |                                                                                   |
| 第17回   | 1962年 | 北海道 小樽           | 女子6km                                                                           | 横山光子                                                                          | 新潟県                                                                            |                                                                                   |
| 第18回   | 1963年 | 宮城県 鳴子           | リレー一般男子                                                                    | 新潟県（庭野 - 藤村 - 北村 - 高橋 - 岡田）                                        | 新潟県（庭野 - 藤村 - 北村 - 高橋 - 岡田）                                        |                                                                                   |
| 第18回   | 1963年 | 宮城県 鳴子           | リレー女子                                                                        | 新潟県（浅井 - 片桐 - 横山）                                                      | 新潟県（浅井 - 片桐 - 横山）                                                      |                                                                                   |
| 第18回   | 1963年 | 宮城県 鳴子           | リレー高校男子                                                                    | 新潟県（斉藤 - 上村 - 神谷 - 福原 - 小川）                                        | 新潟県（斉藤 - 上村 - 神谷 - 福原 - 小川）                                        |                                                                                   |
| 第18回   | 1963年 | 宮城県 鳴子           | 成年男子15km                                                                      | 北村辰夫                                                                          | 新潟県                                                                            |                                                                                   |
| 第18回   | 1963年 | 宮城県 鳴子           | 教員15km                                                                          | 神出助次郎                                                                        | 岐阜県                                                                            |                                                                                   |
| 第18回   | 1963年 | 宮城県 鳴子           | 少年男子15km                                                                      | 松岡昭義                                                                          | 青森県                                                                            |                                                                                   |
| 第18回   | 1963年 | 宮城県 鳴子           | 壮年男子15km                                                                      | 塩田富治                                                                          | 北海道                                                                            |                                                                                   |
| 第18回   | 1963年 | 宮城県 鳴子           | 女子6km                                                                           | 高橋弘子                                                                          | 秋田県                                                                            |                                                                                   |
| 第19回   | 1964年 | 新潟県 高田・赤倉     | リレー一般男子                                                                    | 北海道（二瓶 - 成田 - 藤崎 - 佐藤 - 渡辺）                                        | 北海道（二瓶 - 成田 - 藤崎 - 佐藤 - 渡辺）                                        |                                                                                   |
| 第19回   | 1964年 | 新潟県 高田・赤倉     | リレー女子                                                                        | 新潟県（浅井 - 片桐 - 横山）                                                      | 新潟県（浅井 - 片桐 - 横山）                                                      |                                                                                   |
| 第19回   | 1964年 | 新潟県 高田・赤倉     | リレー高校男子                                                                    | 新潟県（神谷 - 長崎 - 福原 - 上村 - 斉藤）                                        | 新潟県（神谷 - 長崎 - 福原 - 上村 - 斉藤）                                        |                                                                                   |
| 第19回   | 1964年 | 新潟県 高田・赤倉     | 成年男子15km                                                                      | 岡田昭一                                                                          | 新潟県                                                                            |                                                                                   |
| 第19回   | 1964年 | 新潟県 高田・赤倉     | 教員15km                                                                          | 石倉照男                                                                          | 新潟県                                                                            |                                                                                   |
| 第19回   | 1964年 | 新潟県 高田・赤倉     | 少年男子15km                                                                      | 松岡昭義                                                                          | 青森県                                                                            |                                                                                   |
| 第19回   | 1964年 | 新潟県 高田・赤倉     | 壮年男子15km                                                                      | 宮尾辰男                                                                          | 新潟県                                                                            |                                                                                   |
| 第19回   | 1964年 | 新潟県 高田・赤倉     | 女子6km                                                                           | 横山光子                                                                          | 新潟県                                                                            |                                                                                   |
| 第20回   | 1965年 | 兵庫県 神鍋           | リレー一般男子                                                                    | 北海道（渡辺 - 村田 - 佐藤 - 二瓶 - 佐藤）                                        | 北海道（渡辺 - 村田 - 佐藤 - 二瓶 - 佐藤）                                        |                                                                                   |
| 第20回   | 1965年 | 兵庫県 神鍋           | リレー女子                                                                        | 秋田県（小山 - 杉原 - 高橋）                                                      | 秋田県（小山 - 杉原 - 高橋）                                                      |                                                                                   |
| 第20回   | 1965年 | 兵庫県 神鍋           | リレー高校男子                                                                    | 北海道（伊部 - 梅本 - 浅野 - 田口 - 増田）                                        | 北海道（伊部 - 梅本 - 浅野 - 田口 - 増田）                                        |                                                                                   |
| 第20回   | 1965年 | 兵庫県 神鍋           | 成年男子15km                                                                      | 北村辰夫                                                                          | 東京都                                                                            |                                                                                   |
| 第20回   | 1965年 | 兵庫県 神鍋           | 教員15km                                                                          | 村山伀                                                                            | 新潟県                                                                            |                                                                                   |
| 第20回   | 1965年 | 兵庫県 神鍋           | 少年男子15km                                                                      | 長崎一男                                                                          | 新潟県                                                                            |                                                                                   |
| 第20回   | 1965年 | 兵庫県 神鍋           | 壮年男子15km                                                                      | 塩田富治                                                                          | 北海道                                                                            |                                                                                   |
| 第20回   | 1965年 | 兵庫県 神鍋           | 女子6km                                                                           | 横山光子                                                                          | 新潟県                                                                            |                                                                                   |
| 第21回   | 1966年 | 北海道 旭川           | リレー一般男子                                                                    | 北海道（渡辺 - 工藤 - 藤崎 - 二瓶 - 吉村）                                        | 北海道（渡辺 - 工藤 - 藤崎 - 二瓶 - 吉村）                                        |                                                                                   |
| 第21回   | 1966年 | 北海道 旭川           | リレー女子                                                                        | 北海道（樋口 - 加藤 - 百合野）                                                    | 北海道（樋口 - 加藤 - 百合野）                                                    |                                                                                   |
| 第21回   | 1966年 | 北海道 旭川           | リレー高校男子                                                                    | 北海道（和八 - 高橋 - 岩谷 - 谷藤 - 落合）                                        | 北海道（和八 - 高橋 - 岩谷 - 谷藤 - 落合）                                        |                                                                                   |
| 第21回   | 1966年 | 北海道 旭川           | 成年男子15km                                                                      | 深谷政光                                                                          | 東京都                                                                            |                                                                                   |
| 第21回   | 1966年 | 北海道 旭川           | 教員15km                                                                          | 鈴木宏尚                                                                          | 岩手県                                                                            |                                                                                   |
| 第21回   | 1966年 | 北海道 旭川           | 少年男子15km                                                                      | 浅野義雄                                                                          | 東京都                                                                            |                                                                                   |
| 第21回   | 1966年 | 北海道 旭川           | 壮年男子15km                                                                      | 塩田富治                                                                          | 北海道                                                                            |                                                                                   |
| 第21回   | 1966年 | 北海道 旭川           | 女子6km                                                                           | 浅井宇良子                                                                        | 新潟県                                                                            |                                                                                   |
| 第22回   | 1967年 | 青森県 大鰐           | リレー一般男子                                                                    | 北海道（二瓶 - 成田 - 佐藤常 - 佐藤和 - 吉村）                                    | 北海道（二瓶 - 成田 - 佐藤常 - 佐藤和 - 吉村）                                    |                                                                                   |
| 第22回   | 1967年 | 青森県 大鰐           | リレー女子                                                                        | 北海道（樋口 - 加藤 - 百合野）                                                    | 北海道（樋口 - 加藤 - 百合野）                                                    |                                                                                   |
| 第22回   | 1967年 | 青森県 大鰐           | リレー高校男子                                                                    | 北海道（六平 - 大槻 - 岩谷 - 小谷 - 加藤）                                        | 北海道（六平 - 大槻 - 岩谷 - 小谷 - 加藤）                                        |                                                                                   |
| 第22回   | 1967年 | 青森県 大鰐           | 成年男子15km                                                                      | 松岡昭義                                                                          | 青森県                                                                            |                                                                                   |
| 第22回   | 1967年 | 青森県 大鰐           | 教員15km                                                                          | 深谷政光                                                                          | 岩手県                                                                            |                                                                                   |
| 第22回   | 1967年 | 青森県 大鰐           | 少年男子15km                                                                      | 木田健三                                                                          | 青森県                                                                            |                                                                                   |
| 第22回   | 1967年 | 青森県 大鰐           | 壮年男子15km                                                                      | 幸山邦隆                                                                          | 北海道                                                                            |                                                                                   |
| 第22回   | 1967年 | 青森県 大鰐           | 女子6km                                                                           | 加藤富士子                                                                        | 北海道                                                                            |                                                                                   |
| 第23回   | 1968年 | 長野県 白馬           | リレー一般男子                                                                    | 北海道（工藤 - 二瓶 - 六平 - 竹村 - 後藤）                                        | 北海道（工藤 - 二瓶 - 六平 - 竹村 - 後藤）                                        |                                                                                   |
| 第23回   | 1968年 | 長野県 白馬           | リレー女子                                                                        | 新潟県（浅井 - 横山 - 島田）                                                      | 新潟県（浅井 - 横山 - 島田）                                                      |                                                                                   |
| 第23回   | 1968年 | 長野県 白馬           | リレー高校男子                                                                    | 秋田県（大井 - 北村 - 津谷 - 小林 - 山本）                                        | 秋田県（大井 - 北村 - 津谷 - 小林 - 山本）                                        |                                                                                   |
| 第23回   | 1968年 | 長野県 白馬           | 成年男子15km                                                                      | 八幡長五郎                                                                        | 青森県                                                                            |                                                                                   |
| 第23回   | 1968年 | 長野県 白馬           | 教員15km                                                                          | 鈴木宏尚                                                                          | 岩手県                                                                            |                                                                                   |
| 第23回   | 1968年 | 長野県 白馬           | 少年男子15km                                                                      | 岸光雄                                                                            | 青森県                                                                            |                                                                                   |
| 第23回   | 1968年 | 長野県 白馬           | 壮年男子15km                                                                      | 塩島澄博                                                                          | 長野県                                                                            |                                                                                   |
| 第23回   | 1968年 | 長野県 白馬           | 女子6km                                                                           | 高橋弘子                                                                          | 秋田県                                                                            |                                                                                   |
| 第24回   | 1969年 | 岐阜県 流葉           | リレー一般男子                                                                    | 北海道（工藤 - 松岡 - 佐藤 - 谷藤 - 馬淵）                                        | 北海道（工藤 - 松岡 - 佐藤 - 谷藤 - 馬淵）                                        |                                                                                   |
| 第24回   | 1969年 | 岐阜県 流葉           | リレー女子                                                                        | 秋田県（石川 - 高橋弘 - 高橋裕）                                                  | 秋田県（石川 - 高橋弘 - 高橋裕）                                                  |                                                                                   |
| 第24回   | 1969年 | 岐阜県 流葉           | リレー高校男子                                                                    | 秋田県（大井 - 成田 - 北村 - 相川 - 小林）                                        | 秋田県（大井 - 成田 - 北村 - 相川 - 小林）                                        |                                                                                   |
| 第24回   | 1969年 | 岐阜県 流葉           | 成年男子15km                                                                      | 松岡昭義                                                                          | 北海道                                                                            |                                                                                   |
| 第24回   | 1969年 | 岐阜県 流葉           | 教員15km                                                                          | 深谷政光                                                                          | 岩手県                                                                            |                                                                                   |
| 第24回   | 1969年 | 岐阜県 流葉           | 少年男子15km                                                                      | 大井英利                                                                          | 秋田県                                                                            |                                                                                   |
| 第24回   | 1969年 | 岐阜県 流葉           | 壮年男子15km                                                                      | 鈴木忠                                                                            | 長野県                                                                            |                                                                                   |
| 第24回   | 1969年 | 岐阜県 流葉           | 女子6km                                                                           | 樋口佐江子                                                                        | 北海道                                                                            |                                                                                   |
| 第25回   | 1970年 | 北海道 倶知安         | リレー一般男子                                                                    | 北海道（六平 - 松田 - 松村 - 工藤 - 荒沢）                                        | 北海道（六平 - 松田 - 松村 - 工藤 - 荒沢）                                        |                                                                                   |
| 第25回   | 1970年 | 北海道 倶知安         | リレー女子                                                                        | 新潟県（今井 - 星川 - 星野）                                                      | 新潟県（今井 - 星川 - 星野）                                                      |                                                                                   |
| 第25回   | 1970年 | 北海道 倶知安         | リレー高校男子                                                                    | 新潟県（高橋 - 藤木 - 後藤 - 荒井 - 杵渕）                                        | 新潟県（高橋 - 藤木 - 後藤 - 荒井 - 杵渕）                                        |                                                                                   |
| 第25回   | 1970年 | 北海道 倶知安         | 成年男子15km                                                                      | 佐藤新二                                                                          | 山形県                                                                            |                                                                                   |
| 第25回   | 1970年 | 北海道 倶知安         | 教員15km                                                                          | 深谷政光                                                                          | 岩手県                                                                            |                                                                                   |
| 第25回   | 1970年 | 北海道 倶知安         | 少年男子15km                                                                      | 城和宏                                                                            | 北海道                                                                            |                                                                                   |
| 第25回   | 1970年 | 北海道 倶知安         | 壮年男子15km                                                                      | 高橋秀蔵                                                                          | 新潟県                                                                            |                                                                                   |
| 第25回   | 1970年 | 北海道 倶知安         | 女子6km                                                                           | 菊地篤子                                                                          | 青森県                                                                            |                                                                                   |
| 第26回   | 1971年 | 秋田県 田沢湖         | リレー一般男子                                                                    | 山形県（佐藤 - 柴田 - 高橋 - 伊藤 - 山家）                                        | 山形県（佐藤 - 柴田 - 高橋 - 伊藤 - 山家）                                        |                                                                                   |
| 第26回   | 1971年 | 秋田県 田沢湖         | リレー女子                                                                        | 秋田県（石川 - 照井 - 高橋）                                                      | 秋田県（石川 - 照井 - 高橋）                                                      |                                                                                   |
| 第26回   | 1971年 | 秋田県 田沢湖         | リレー高校男子                                                                    | 山形県（尾形 - 佐藤 - 中島 - 池村 - 奥山）                                        | 山形県（尾形 - 佐藤 - 中島 - 池村 - 奥山）                                        |                                                                                   |
| 第26回   | 1971年 | 秋田県 田沢湖         | 成年男子15km                                                                      | 松岡昭義                                                                          | 北海道                                                                            |                                                                                   |
| 第26回   | 1971年 | 秋田県 田沢湖         | 教員15km                                                                          | 工藤邦夫                                                                          | 岩手県                                                                            |                                                                                   |
| 第26回   | 1971年 | 秋田県 田沢湖         | 少年男子15km                                                                      | 木田昭二                                                                          | 青森県                                                                            |                                                                                   |
| 第26回   | 1971年 | 秋田県 田沢湖         | 壮年男子15km                                                                      | 谷地田哲夫                                                                        | 北海道                                                                            |                                                                                   |
| 第26回   | 1971年 | 秋田県 田沢湖         | 女子6km                                                                           | 赤坂明子                                                                          | 新潟県                                                                            |                                                                                   |
| 第27回   | 1972年 | 鳥取県 大山           | リレー一般男子(5×8km)                                                             | 北海道（高橋 - 谷藤 - 工藤 - 松岡 - 松村）                                        | 北海道（高橋 - 谷藤 - 工藤 - 松岡 - 松村）                                        |                                                                                   |
| 第27回   | 1972年 | 鳥取県 大山           | リレー女子                                                                        | 長野県（川越 - 松村 - 高橋）                                                      | 長野県（川越 - 松村 - 高橋）                                                      |                                                                                   |
| 第27回   | 1972年 | 鳥取県 大山           | リレー高校男子                                                                    | 長野県（佐藤 - 河野 - 山田 - 小島 - 宮川）                                        | 長野県（佐藤 - 河野 - 山田 - 小島 - 宮川）                                        |                                                                                   |
| 第27回   | 1972年 | 鳥取県 大山           | 成年男子15km                                                                      | 谷藤秀夫                                                                          | 北海道                                                                            |                                                                                   |
| 第27回   | 1972年 | 鳥取県 大山           | 教員15km                                                                          | 宮田広志                                                                          | 岩手県                                                                            |                                                                                   |
| 第27回   | 1972年 | 鳥取県 大山           | 少年男子15km                                                                      | 須藤昇                                                                            | 青森県                                                                            |                                                                                   |
| 第27回   | 1972年 | 鳥取県 大山           | 壮年男子15km                                                                      | 池田敬市                                                                          | 北海道                                                                            |                                                                                   |
| 第27回   | 1972年 | 鳥取県 大山           | 女子6km                                                                           | 高橋弘子                                                                          | 長野県                                                                            |                                                                                   |
| 第28回   | 1973年 | 新潟県 塩沢           | リレー一般男子(5×8km)                                                             | 新潟県（佐藤 - 加藤 - 藤木 - 宮下 - 杵渕）                                        | 新潟県（佐藤 - 加藤 - 藤木 - 宮下 - 杵渕）                                        |                                                                                   |
| 第28回   | 1973年 | 新潟県 塩沢           | リレー女子(3×3km)                                                                 | 長野県（河野 - 松村 - 千葉）                                                      | 長野県（河野 - 松村 - 千葉）                                                      |                                                                                   |
| 第28回   | 1973年 | 新潟県 塩沢           | リレー高校男子(5×8km)                                                             | 長野県（中村 - 山田 - 河野 - 渡辺 - 富井）                                        | 長野県（中村 - 山田 - 河野 - 渡辺 - 富井）                                        |                                                                                   |
| 第28回   | 1973年 | 新潟県 塩沢           | 成年男子15km                                                                      | 藤木良司                                                                          | 新潟県                                                                            |                                                                                   |
| 第28回   | 1973年 | 新潟県 塩沢           | 教員15km                                                                          | 宮田広志                                                                          | 岩手県                                                                            |                                                                                   |
| 第28回   | 1973年 | 新潟県 塩沢           | 少年男子15km                                                                      | 竹村勝則                                                                          | 北海道                                                                            |                                                                                   |
| 第28回   | 1973年 | 新潟県 塩沢           | 壮年男子15km                                                                      | 村井敏夫                                                                          | 新潟県                                                                            |                                                                                   |
| 第28回   | 1973年 | 新潟県 塩沢           | 女子6km                                                                           | 千葉弘子                                                                          | 長野県                                                                            |                                                                                   |
| 第29回   | 1974年 | 福島県 猪苗代         | リレー一般男子(5×8km)                                                             | 北海道（山岸 - 谷藤 - 藤原 - 植田 - 工藤）                                        | 北海道（山岸 - 谷藤 - 藤原 - 植田 - 工藤）                                        |                                                                                   |
| 第29回   | 1974年 | 福島県 猪苗代         | リレー女子(3×3km)                                                                 | 新潟県（湯本 - 星野 - 赤坂）                                                      | 新潟県（湯本 - 星野 - 赤坂）                                                      |                                                                                   |
| 第29回   | 1974年 | 福島県 猪苗代         | リレー高校男子(5×8km)                                                             | 北海道（高畠 - 新国 - 福井 - 山田 - 佐々木）                                      | 北海道（高畠 - 新国 - 福井 - 山田 - 佐々木）                                      |                                                                                   |
| 第29回   | 1974年 | 福島県 猪苗代         | 成年男子15km                                                                      | 木田昭二                                                                          | 青森県                                                                            |                                                                                   |
| 第29回   | 1974年 | 福島県 猪苗代         | 教員15km                                                                          | 高橋誠一                                                                          | 新潟県                                                                            |                                                                                   |
| 第29回   | 1974年 | 福島県 猪苗代         | 少年男子15km                                                                      | 菊地一史                                                                          | 青森県                                                                            |                                                                                   |
| 第29回   | 1974年 | 福島県 猪苗代         | 壮年男子15km                                                                      | 山中勇二                                                                          | 青森県                                                                            |                                                                                   |
| 第29回   | 1974年 | 福島県 猪苗代         | 女子6km                                                                           | 湯本悦子                                                                          | 新潟県                                                                            |                                                                                   |
| 第30回   | 1975年 | 北海道 富良野         | リレー成年男子(5×8km)                                                             | 山形県（管 - 佐藤 - 早坂 - 高橋 - 柴田）                                          | 山形県（管 - 佐藤 - 早坂 - 高橋 - 柴田）                                          |                                                                                   |
| 第30回   | 1975年 | 北海道 富良野         | リレー女子(4×5km)                                                                 | 秋田県（黒沢 - 照井 - 村上 - 吉田）                                               | 秋田県（黒沢 - 照井 - 村上 - 吉田）                                               |                                                                                   |
| 第30回   | 1975年 | 北海道 富良野         | リレー少年男子(5×8km)                                                             | 青森県（上原子 - 大川 - 野村 - 外崎 - 江刺家）                                    | 青森県（上原子 - 大川 - 野村 - 外崎 - 江刺家）                                    |                                                                                   |
| 第30回   | 1975年 | 北海道 富良野         | 成年男子1部                                                                       | 後藤一義                                                                          | 新潟県                                                                            |                                                                                   |
| 第30回   | 1975年 | 北海道 富良野         | 成年男子2部                                                                       | 荒沢正勝                                                                          | 北海道                                                                            |                                                                                   |
| 第30回   | 1975年 | 北海道 富良野         | 成年男子3部                                                                       | 村田健一                                                                          | 北海道                                                                            |                                                                                   |
| 第30回   | 1975年 | 北海道 富良野         | 成年男子4部                                                                       | 山中勇二                                                                          | 青森県                                                                            |                                                                                   |
| 第30回   | 1975年 | 北海道 富良野         | 教員男子1部                                                                       | 上村正隆                                                                          | 岐阜県                                                                            |                                                                                   |
| 第30回   | 1975年 | 北海道 富良野         | 教員男子2部                                                                       | 工藤邦雄                                                                          | 岩手県                                                                            |                                                                                   |
| 第30回   | 1975年 | 北海道 富良野         | 教員男子3部                                                                       | 竹田一雄                                                                          | 新潟県                                                                            |                                                                                   |
| 第30回   | 1975年 | 北海道 富良野         | 教員男子4部                                                                       | 対馬悟郎                                                                          | 青森県                                                                            |                                                                                   |
| 第30回   | 1975年 | 北海道 富良野         | 少年男子                                                                          | 福内一二                                                                          | 山口県                                                                            |                                                                                   |
| 第30回   | 1975年 | 北海道 富良野         | 成年女子1部5km                                                                    | 照井美喜子                                                                        | 秋田県                                                                            |                                                                                   |
| 第30回   | 1975年 | 北海道 富良野         | 成年女子2部5km                                                                    | 片岡春江                                                                          | 山形県                                                                            |                                                                                   |
| 第30回   | 1975年 | 北海道 富良野         | 教員女子5km                                                                       | 佐々木純子                                                                        | 北海道                                                                            |                                                                                   |
| 第30回   | 1975年 | 北海道 富良野         | 少年女子5km                                                                       | 相原美知子                                                                        | 福島県                                                                            |                                                                                   |
| 第31回   | 1976年 | 富山県 大山           | リレー成年男子(5×8km)                                                             | 新潟県（岡田 - 後藤 - 加藤 - 滝沢 - 木下）                                        | 新潟県（岡田 - 後藤 - 加藤 - 滝沢 - 木下）                                        |                                                                                   |
| 第31回   | 1976年 | 富山県 大山           | リレー女子(4×5km)                                                                 | 秋田県（菅 - 吉田 - 村上 - 佐藤）                                                 | 秋田県（菅 - 吉田 - 村上 - 佐藤）                                                 |                                                                                   |
| 第31回   | 1976年 | 富山県 大山           | リレー少年男子(5×8km)                                                             | 青森県（外崎 - 上原子 - 野村 - 渡辺 - 久保）                                      | 青森県（外崎 - 上原子 - 野村 - 渡辺 - 久保）                                      |                                                                                   |
| 第31回   | 1976年 | 富山県 大山           | 成年男子1部                                                                       | 沢田和之                                                                          | 青森県                                                                            |                                                                                   |
| 第31回   | 1976年 | 富山県 大山           | 成年男子2部                                                                       | 滝沢芳明                                                                          | 新潟県                                                                            |                                                                                   |
| 第31回   | 1976年 | 富山県 大山           | 成年男子3部                                                                       | 角館昭二                                                                          | 青森県                                                                            |                                                                                   |
| 第31回   | 1976年 | 富山県 大山           | 成年男子4部                                                                       | 山中勇二                                                                          | 青森県                                                                            |                                                                                   |
| 第31回   | 1976年 | 富山県 大山           | 教員男子1部                                                                       | 上村正隆                                                                          | 岐阜県                                                                            |                                                                                   |
| 第31回   | 1976年 | 富山県 大山           | 教員男子2部                                                                       | 品川達平                                                                          | 新潟県                                                                            |                                                                                   |
| 第31回   | 1976年 | 富山県 大山           | 教員男子3部                                                                       | 岡新一                                                                            | 北海道                                                                            |                                                                                   |
| 第31回   | 1976年 | 富山県 大山           | 教員男子4部                                                                       | 対馬悟郎                                                                          | 青森県                                                                            |                                                                                   |
| 第31回   | 1976年 | 富山県 大山           | 少年男子                                                                          | 上原子義男                                                                        | 青森県                                                                            |                                                                                   |
| 第31回   | 1976年 | 富山県 大山           | 成年女子1部5km                                                                    | 金井洋子                                                                          | 北海道                                                                            |                                                                                   |
| 第31回   | 1976年 | 富山県 大山           | 成年女子2部5km                                                                    | 千葉弘子                                                                          | 長野県                                                                            |                                                                                   |
| 第31回   | 1976年 | 富山県 大山           | 教員女子5km                                                                       | 村上優子                                                                          | 秋田県                                                                            |                                                                                   |
| 第31回   | 1976年 | 富山県 大山           | 少年女子5km                                                                       | 山口紀子                                                                          | 青森県                                                                            |                                                                                   |
| 第32回   | 1977年 | 青森県 大鰐           | リレー成年男子(5×8km)                                                             | 新潟県（滝沢 - 後藤 - 佐藤 - 加藤 - 上村）                                        | 新潟県（滝沢 - 後藤 - 佐藤 - 加藤 - 上村）                                        |                                                                                   |
| 第32回   | 1977年 | 青森県 大鰐           | リレー女子(4×5km)                                                                 | 秋田県（黒沢 - 沢田 - 吉田 - 照井）                                               | 秋田県（黒沢 - 沢田 - 吉田 - 照井）                                               |                                                                                   |
| 第32回   | 1977年 | 青森県 大鰐           | リレー少年男子(5×8km)                                                             | 青森県（須藤 - 外崎 - 福村 - 野村 - 山田）                                        | 青森県（須藤 - 外崎 - 福村 - 野村 - 山田）                                        |                                                                                   |
| 第32回   | 1977年 | 青森県 大鰐           | 成年男子1部                                                                       | 佐藤志郎                                                                          | 新潟県                                                                            |                                                                                   |
| 第32回   | 1977年 | 青森県 大鰐           | 成年男子2部                                                                       | 滝沢芳明                                                                          | 新潟県                                                                            |                                                                                   |
| 第32回   | 1977年 | 青森県 大鰐           | 成年男子3部                                                                       | 大野公                                                                            | 北海道                                                                            |                                                                                   |
| 第32回   | 1977年 | 青森県 大鰐           | 成年男子4部                                                                       | 二瓶正春                                                                          | 北海道                                                                            |                                                                                   |
| 第32回   | 1977年 | 青森県 大鰐           | 教員男子1部                                                                       | 大沼正之                                                                          | 宮城県                                                                            |                                                                                   |
| 第32回   | 1977年 | 青森県 大鰐           | 教員男子2部                                                                       | 品川達平                                                                          | 新潟県                                                                            |                                                                                   |
| 第32回   | 1977年 | 青森県 大鰐           | 教員男子3部                                                                       | 岡新一                                                                            | 北海道                                                                            |                                                                                   |
| 第32回   | 1977年 | 青森県 大鰐           | 教員男子4部                                                                       | 対馬悟郎                                                                          | 青森県                                                                            |                                                                                   |
| 第32回   | 1977年 | 青森県 大鰐           | 少年男子                                                                          | 鈴木但己                                                                          | 山形県                                                                            |                                                                                   |
| 第32回   | 1977年 | 青森県 大鰐           | 成年女子1部5km                                                                    | 金井洋子                                                                          | 北海道                                                                            |                                                                                   |
| 第32回   | 1977年 | 青森県 大鰐           | 成年女子2部5km                                                                    | 千葉弘子                                                                          | 長野県                                                                            |                                                                                   |
| 第32回   | 1977年 | 青森県 大鰐           | 教員女子5km                                                                       | 照井美喜子                                                                        | 秋田県                                                                            |                                                                                   |
| 第32回   | 1977年 | 青森県 大鰐           | 少年女子5km                                                                       | 沢田綾子                                                                          | 秋田県                                                                            |                                                                                   |
| 第33回   | 1978年 | 長野県 野沢温泉       | リレー成年男子(5×8km)                                                             | 長野県（山崎 - 佐藤 - 富井 - 渡辺 - 小林）                                        | 長野県（山崎 - 佐藤 - 富井 - 渡辺 - 小林）                                        |                                                                                   |
| 第33回   | 1978年 | 長野県 野沢温泉       | リレー女子(4×5km)                                                                 | 秋田県（沢田 - 吉田 - 戸島 - 北林）                                               | 秋田県（沢田 - 吉田 - 戸島 - 北林）                                               |                                                                                   |
| 第33回   | 1978年 | 長野県 野沢温泉       | リレー少年男子(5×8km)                                                             | 青森県（山田 - 外崎 - 福村 - 沢田 - 成田）                                        | 青森県（山田 - 外崎 - 福村 - 沢田 - 成田）                                        |                                                                                   |
| 第33回   | 1978年 | 長野県 野沢温泉       | 成年男子1部15km                                                                   | 上原子義男                                                                        | 青森県                                                                            |                                                                                   |
| 第33回   | 1978年 | 長野県 野沢温泉       | 成年男子2部15km                                                                   | 加藤陽市                                                                          | 新潟県                                                                            |                                                                                   |
| 第33回   | 1978年 | 長野県 野沢温泉       | 成年男子3部15km                                                                   | 大野公                                                                            | 北海道                                                                            |                                                                                   |
| 第33回   | 1978年 | 長野県 野沢温泉       | 成年男子4部15km                                                                   | 二瓶正春                                                                          | 北海道                                                                            |                                                                                   |
| 第33回   | 1978年 | 長野県 野沢温泉       | 教員男子15km                                                                      | 須藤昇                                                                            | 青森県                                                                            |                                                                                   |
| 第33回   | 1978年 | 長野県 野沢温泉       | 少年男子15km                                                                      | 佐藤智                                                                            | 山形県                                                                            |                                                                                   |
| 第33回   | 1978年 | 長野県 野沢温泉       | 成年女子1部5km                                                                    | 戸島淳子                                                                          | 秋田県                                                                            |                                                                                   |
| 第33回   | 1978年 | 長野県 野沢温泉       | 成年女子2部5km                                                                    | 上林茂子                                                                          | 岐阜県                                                                            |                                                                                   |
| 第33回   | 1978年 | 長野県 野沢温泉       | 教員女子5km                                                                       | 小山美智子                                                                        | 埼玉県                                                                            |                                                                                   |
| 第33回   | 1978年 | 長野県 野沢温泉       | 少年女子5km                                                                       | 沢田綾子                                                                          | 秋田県                                                                            |                                                                                   |
| 第34回   | 1979年 | 北海道 名寄           | リレー成年男子(5×8km)                                                             | 北海道（藤木 - 高橋 - 西村 - 小林 - 菊地）                                        | 北海道（藤木 - 高橋 - 西村 - 小林 - 菊地）                                        |                                                                                   |
| 第34回   | 1979年 | 北海道 名寄           | リレー女子(4×5km)                                                                 | 北海道（加藤 - 金井 - 谷口 - 後藤）                                               | 北海道（加藤 - 金井 - 谷口 - 後藤）                                               |                                                                                   |
| 第34回   | 1979年 | 北海道 名寄           | リレー少年男子(5×8km)                                                             | 北海道（山崎 - 戸田 - 田中 - 羽鳥 - 山石）                                        | 北海道（山崎 - 戸田 - 田中 - 羽鳥 - 山石）                                        |                                                                                   |
| 第34回   | 1979年 | 北海道 名寄           | 成年男子1部15km                                                                   | 早坂毅代司                                                                        | 東京都                                                                            |                                                                                   |
| 第34回   | 1979年 | 北海道 名寄           | 成年男子2部15km                                                                   | 加藤陽市                                                                          | 新潟県                                                                            |                                                                                   |
| 第34回   | 1979年 | 北海道 名寄           | 成年男子3部15km                                                                   | 大野公                                                                            | 北海道                                                                            |                                                                                   |
| 第34回   | 1979年 | 北海道 名寄           | 教員男子15km                                                                      | 菊地一史                                                                          | 青森県                                                                            |                                                                                   |
| 第34回   | 1979年 | 北海道 名寄           | 少年男子15km                                                                      | 佐藤智                                                                            | 山形県                                                                            |                                                                                   |
| 第34回   | 1979年 | 北海道 名寄           | 成年女子1部5km                                                                    | 高橋美智子                                                                        | 新潟県                                                                            |                                                                                   |
| 第34回   | 1979年 | 北海道 名寄           | 成年女子2部5km                                                                    | 山田時子                                                                          | 青森県                                                                            |                                                                                   |
| 第34回   | 1979年 | 北海道 名寄           | 少年女子5km                                                                       | 大場節子                                                                          | 山形県                                                                            |                                                                                   |
| 第35回   | 1980年 | 北海道 小樽           | リレー成年男子(5×8km)                                                             | 東京都（菅原 - 福内 - 早坂 - 山田 - 細川）                                        | 東京都（菅原 - 福内 - 早坂 - 山田 - 細川）                                        |                                                                                   |
| 第35回   | 1980年 | 北海道 小樽           | リレー女子(4×5km)                                                                 | 新潟県（高橋 - 平井 - 岡田 - 宮沢）                                               | 新潟県（高橋 - 平井 - 岡田 - 宮沢）                                               |                                                                                   |
| 第35回   | 1980年 | 北海道 小樽           | リレー少年男子(5×8km)                                                             | 新潟県（目黒 - 萩原 - 万羽 - 清水 - 春日）                                        | 新潟県（目黒 - 萩原 - 万羽 - 清水 - 春日）                                        |                                                                                   |
| 第35回   | 1980年 | 北海道 小樽           | 成年男子1部15km                                                                   | 早坂毅代司                                                                        | 東京都                                                                            |                                                                                   |
| 第35回   | 1980年 | 北海道 小樽           | 成年男子2部15km                                                                   | 加藤陽市                                                                          | 新潟県                                                                            |                                                                                   |
| 第35回   | 1980年 | 北海道 小樽           | 成年男子3部15km                                                                   | 大野公                                                                            | 北海道                                                                            |                                                                                   |
| 第35回   | 1980年 | 北海道 小樽           | 少年男子15km                                                                      | 佐藤智                                                                            | 山形県                                                                            |                                                                                   |
| 第35回   | 1980年 | 北海道 小樽           | 成年女子1部5km                                                                    | 藤木弘美                                                                          | 長野県                                                                            |                                                                                   |
| 第35回   | 1980年 | 北海道 小樽           | 成年女子2部5km                                                                    | 金井洋子                                                                          | 北海道                                                                            |                                                                                   |
| 第35回   | 1980年 | 北海道 小樽           | 少年女子5km                                                                       | 平井礼子                                                                          | 新潟県                                                                            |                                                                                   |
| 第36回   | 1981年 | 新潟県 妙高高原       | リレー成年男子(5×8km)                                                             | 東京都（菅原 - 福内 - 山田 - 早矢仕 - 早坂）                                      | 東京都（菅原 - 福内 - 山田 - 早矢仕 - 早坂）                                      |                                                                                   |
| 第36回   | 1981年 | 新潟県 妙高高原       | リレー女子(4×5km)                                                                 | 長野県（宮入 - 藤木 - 吉田 - 富井）                                               | 長野県（宮入 - 藤木 - 吉田 - 富井）                                               |                                                                                   |
| 第36回   | 1981年 | 新潟県 妙高高原       | リレー少年男子(5×8km)                                                             | 青森県（小野 - 佐々木 - 中沢 - 相坂 - 四戸）                                      | 青森県（小野 - 佐々木 - 中沢 - 相坂 - 四戸）                                      |                                                                                   |
| 第36回   | 1981年 | 新潟県 妙高高原       | 成年男子1部15km                                                                   | 山田秀明                                                                          | 東京都                                                                            |                                                                                   |
| 第36回   | 1981年 | 新潟県 妙高高原       | 成年男子2部15km                                                                   | 早坂毅代司                                                                        | 東京都                                                                            |                                                                                   |
| 第36回   | 1981年 | 新潟県 妙高高原       | 成年男子3部15km                                                                   | 大野公                                                                            | 北海道                                                                            |                                                                                   |
| 第36回   | 1981年 | 新潟県 妙高高原       | 少年男子15km                                                                      | 佐々木一成                                                                        | 青森県                                                                            |                                                                                   |
| 第36回   | 1981年 | 新潟県 妙高高原       | 成年女子1部5km                                                                    | 石上寿子                                                                          | 秋田県                                                                            |                                                                                   |
| 第36回   | 1981年 | 新潟県 妙高高原       | 成年女子2部5km                                                                    | 金井洋子                                                                          | 北海道                                                                            |                                                                                   |
| 第36回   | 1981年 | 新潟県 妙高高原       | 少年女子5km                                                                       | 山本留美子                                                                        | 岩手県                                                                            |                                                                                   |
| 第37回   | 1982年 | 秋田県 田沢湖         | リレー成年男子(5×8km)                                                             | 青森県（福村 - 中沢 - 沢田 - 相坂 - 菊地）                                        | 青森県（福村 - 中沢 - 沢田 - 相坂 - 菊地）                                        |                                                                                   |
| 第37回   | 1982年 | 秋田県 田沢湖         | リレー女子(4×5km)                                                                 | 秋田県（伊藤 - 佐藤 - 工藤 - 戸崎）                                               | 秋田県（伊藤 - 佐藤 - 工藤 - 戸崎）                                               |                                                                                   |
| 第37回   | 1982年 | 秋田県 田沢湖         | リレー少年男子(5×8km)                                                             | 長野県（片桐 - 笹岡 - 竹節 - 宮入 - 児玉）                                        | 長野県（片桐 - 笹岡 - 竹節 - 宮入 - 児玉）                                        |                                                                                   |
| 第37回   | 1982年 | 秋田県 田沢湖         | 成年男子1部15km                                                                   | 佐藤智                                                                            | 山形県                                                                            |                                                                                   |
| 第37回   | 1982年 | 秋田県 田沢湖         | 成年男子2部15km                                                                   | 高橋稔                                                                            | 東京都                                                                            |                                                                                   |
| 第37回   | 1982年 | 秋田県 田沢湖         | 成年男子3部15km                                                                   | 大野公                                                                            | 北海道                                                                            |                                                                                   |
| 第37回   | 1982年 | 秋田県 田沢湖         | 少年男子15km                                                                      | 小野侯                                                                            | 青森県                                                                            |                                                                                   |
| 第37回   | 1982年 | 秋田県 田沢湖         | 成年女子1部5km                                                                    | 吉田美子                                                                          | 長野県                                                                            |                                                                                   |
| 第37回   | 1982年 | 秋田県 田沢湖         | 成年女子2部5km                                                                    | 藤木弘美                                                                          | 長野県                                                                            |                                                                                   |
| 第37回   | 1982年 | 秋田県 田沢湖         | 少年女子5km                                                                       | 工藤里美                                                                          | 秋田県                                                                            |                                                                                   |
| 第38回   | 1983年 | 群馬県 草津           | リレー成年男子(5×8km)                                                             | 東京都（上原子 - 菅原 - 山田 - 高橋 - 早坂）                                      | 東京都（上原子 - 菅原 - 山田 - 高橋 - 早坂）                                      |                                                                                   |
| 第38回   | 1983年 | 群馬県 草津           | リレー女子(4×5km)                                                                 | 秋田県（佐藤 - 伊藤 - 石上 - 戸島）                                               | 秋田県（佐藤 - 伊藤 - 石上 - 戸島）                                               |                                                                                   |
| 第38回   | 1983年 | 群馬県 草津           | リレー少年男子(5×8km)                                                             | 長野県（秋元 - 竹節 - 山口 - 児玉 - 宮入）                                        | 長野県（秋元 - 竹節 - 山口 - 児玉 - 宮入）                                        |                                                                                   |
| 第38回   | 1983年 | 群馬県 草津           | 成年男子1部15km                                                                   | 菅原英継                                                                          | 東京都                                                                            |                                                                                   |
| 第38回   | 1983年 | 群馬県 草津           | 成年男子2部15km                                                                   | 佐藤志郎                                                                          | 長野県                                                                            |                                                                                   |
| 第38回   | 1983年 | 群馬県 草津           | 成年男子3部15km                                                                   | 山岸英晴                                                                          | 北海道                                                                            |                                                                                   |
| 第38回   | 1983年 | 群馬県 草津           | 少年男子15km                                                                      | 山口智                                                                            | 長野県                                                                            |                                                                                   |
| 第38回   | 1983年 | 群馬県 草津           | 成年女子1部5km                                                                    | 石上寿子                                                                          | 秋田県                                                                            |                                                                                   |
| 第38回   | 1983年 | 群馬県 草津           | 成年女子2部5km                                                                    | 戸島淳子                                                                          | 秋田県                                                                            |                                                                                   |
| 第38回   | 1983年 | 群馬県 草津           | 少年女子5km                                                                       | 伊藤美香                                                                          | 秋田県                                                                            |                                                                                   |
| 第39回   | 1984年 | 山形県 山形           | リレー成年男子(5×8km)                                                             | 東京都（山石 - 菅原 - 結城 - 高橋 - 早坂）                                        | 東京都（山石 - 菅原 - 結城 - 高橋 - 早坂）                                        |                                                                                   |
| 第39回   | 1984年 | 山形県 山形           | リレー女子(4×5km)                                                                 | 秋田県（松橋 - 石上 - 宮 - 工藤）                                                 | 秋田県（松橋 - 石上 - 宮 - 工藤）                                                 |                                                                                   |
| 第39回   | 1984年 | 山形県 山形           | リレー少年男子(5×8km)                                                             | 青森県（荒川 - 赤沼 - 安村 - 藤本 - 寺島）                                        | 青森県（荒川 - 赤沼 - 安村 - 藤本 - 寺島）                                        |                                                                                   |
| 第39回   | 1984年 | 山形県 山形           | 成年男子1部15km                                                                   | 佐藤智                                                                            | 山形県                                                                            |                                                                                   |
| 第39回   | 1984年 | 山形県 山形           | 成年男子2部15km                                                                   | 中村忠                                                                            | 北海道                                                                            |                                                                                   |
| 第39回   | 1984年 | 山形県 山形           | 成年男子3部15km                                                                   | 菊地二久                                                                          | 北海道                                                                            |                                                                                   |
| 第39回   | 1984年 | 山形県 山形           | 少年男子15km                                                                      | 赤沼友美                                                                          | 長野県                                                                            |                                                                                   |
| 第39回   | 1984年 | 山形県 山形           | 成年女子1部5km                                                                    | 清水目美保子                                                                      | 青森県                                                                            |                                                                                   |
| 第39回   | 1984年 | 山形県 山形           | 成年女子2部5km                                                                    | 石上寿子                                                                          | 秋田県                                                                            |                                                                                   |
| 第39回   | 1984年 | 山形県 山形           | 少年女子5km                                                                       | 庄司美和子                                                                        | 山形県                                                                            |                                                                                   |
| 第40回   | 1985年 | 群馬県 片品           | リレー成年男子(5×8km)                                                             | 東京都（山田 - 山石 - 結城 - 菅原 - 上原子）                                      | 東京都（山田 - 山石 - 結城 - 菅原 - 上原子）                                      |                                                                                   |
| 第40回   | 1985年 | 群馬県 片品           | リレー女子(4×5km)                                                                 | 長野県（富井 - 中島 - 猪又 - 保坂）                                               | 長野県（富井 - 中島 - 猪又 - 保坂）                                               |                                                                                   |
| 第40回   | 1985年 | 群馬県 片品           | リレー少年男子(5×8km)                                                             | 青森県（本間 - 安村 - 寺島 - 長根 - 古舘）                                        | 青森県（本間 - 安村 - 寺島 - 長根 - 古舘）                                        |                                                                                   |
| 第40回   | 1985年 | 群馬県 片品           | 成年男子1部15km                                                                   | 中沢祐政                                                                          | 青森県                                                                            |                                                                                   |
| 第40回   | 1985年 | 群馬県 片品           | 成年男子2部15km                                                                   | 中村忠                                                                            | 北海道                                                                            |                                                                                   |
| 第40回   | 1985年 | 群馬県 片品           | 成年男子3部15km                                                                   | 滝沢芳明                                                                          | 新潟県                                                                            |                                                                                   |
| 第40回   | 1985年 | 群馬県 片品           | 少年男子15km                                                                      | 江川淳                                                                            | 北海道                                                                            |                                                                                   |
| 第40回   | 1985年 | 群馬県 片品           | 成年女子1部5km                                                                    | 伊藤美香                                                                          | 岩手県                                                                            |                                                                                   |
| 第40回   | 1985年 | 群馬県 片品           | 成年女子2部5km                                                                    | 石上寿子                                                                          | 秋田県                                                                            |                                                                                   |
| 第40回   | 1985年 | 群馬県 片品           | 少年女子5km                                                                       | 太田美和                                                                          | 新潟県                                                                            |                                                                                   |
| 第41回   | 1986年 | 北海道 倶知安         | リレー成年男子(5×8km)                                                             | 北海道（宗片 - 下山 - 田中 - 江川 - 佐藤）                                        | 北海道（宗片 - 下山 - 田中 - 江川 - 佐藤）                                        |                                                                                   |
| 第41回   | 1986年 | 北海道 倶知安         | リレー女子(4×5km)                                                                 | 長野県（猪又 - 中島 - 富井 - 小沢）                                               | 長野県（猪又 - 中島 - 富井 - 小沢）                                               |                                                                                   |
| 第41回   | 1986年 | 北海道 倶知安         | リレー少年男子(5×8km)                                                             | 新潟県（岡田 - 渡辺 - 山崎 - 小堺 - 池田）                                        | 新潟県（岡田 - 渡辺 - 山崎 - 小堺 - 池田）                                        |                                                                                   |
| 第41回   | 1986年 | 北海道 倶知安         | 成年男子1部15km                                                                   | 佐々木一成                                                                        | 長野県                                                                            |                                                                                   |
| 第41回   | 1986年 | 北海道 倶知安         | 成年男子2部15km                                                                   | 菅原英継                                                                          | 東京都                                                                            |                                                                                   |
| 第41回   | 1986年 | 北海道 倶知安         | 成年男子3部15km                                                                   | 滝沢芳明                                                                          | 新潟県                                                                            |                                                                                   |
| 第41回   | 1986年 | 北海道 倶知安         | 少年男子15km                                                                      | 山崎正晴                                                                          | 新潟県                                                                            |                                                                                   |
| 第41回   | 1986年 | 北海道 倶知安         | 成年女子1部5km                                                                    | 清水目美保子                                                                      | 岩手県                                                                            |                                                                                   |
| 第41回   | 1986年 | 北海道 倶知安         | 成年女子2部5km                                                                    | 中島和子                                                                          | 長野県                                                                            |                                                                                   |
| 第41回   | 1986年 | 北海道 倶知安         | 少年女子5km                                                                       | 太田美和                                                                          | 新潟県                                                                            |                                                                                   |
| 第42回   | 1987年 | 長野県 白馬           | リレー成年男子(5×8km)                                                             | 北海道（下山 - 宗片 - 田中 - 工藤 - 外崎）                                        | 北海道（下山 - 宗片 - 田中 - 工藤 - 外崎）                                        |                                                                                   |
| 第42回   | 1987年 | 長野県 白馬           | リレー女子(4×5km)                                                                 | 新潟県（竹田 - 和田 - 太田 - 岩田）                                               | 新潟県（竹田 - 和田 - 太田 - 岩田）                                               |                                                                                   |
| 第42回   | 1987年 | 長野県 白馬           | リレー少年男子(5×8km)                                                             | 新潟県（山崎 - 池田 - 渡辺 - 相羽 - 大島）                                        | 新潟県（山崎 - 池田 - 渡辺 - 相羽 - 大島）                                        |                                                                                   |
| 第42回   | 1987年 | 長野県 白馬           | 成年男子1部15km                                                                   | 田中好彦                                                                          | 北海道                                                                            |                                                                                   |
| 第42回   | 1987年 | 長野県 白馬           | 成年男子2部15km                                                                   | 外崎勝治                                                                          | 北海道                                                                            |                                                                                   |
| 第42回   | 1987年 | 長野県 白馬           | 成年男子3部15km                                                                   | 滝沢芳明                                                                          | 新潟県                                                                            |                                                                                   |
| 第42回   | 1987年 | 長野県 白馬           | 少年男子15km                                                                      | 渡辺博文                                                                          | 新潟県                                                                            |                                                                                   |
| 第42回   | 1987年 | 長野県 白馬           | 成年女子1部5km                                                                    | 青木富美子                                                                        | 山形県                                                                            |                                                                                   |
| 第42回   | 1987年 | 長野県 白馬           | 成年女子2部5km                                                                    | 土谷美保子                                                                        | 岩手県                                                                            |                                                                                   |
| 第42回   | 1987年 | 長野県 白馬           | 少年女子5km                                                                       | 竹田寿美                                                                          | 新潟県                                                                            |                                                                                   |
| 第43回   | 1988年 | 岩手県 安代           | リレー成年男子(5×8km)                                                             | 北海道（宗片 - 工藤 - 田中 - 大場 - 下林）                                        | 北海道（宗片 - 工藤 - 田中 - 大場 - 下林）                                        |                                                                                   |
| 第43回   | 1988年 | 岩手県 安代           | リレー女子(4×5km)                                                                 | 長野県（竹節 - 佐々木 - 猪又 - 佐藤）                                             | 長野県（竹節 - 佐々木 - 猪又 - 佐藤）                                             |                                                                                   |
| 第43回   | 1988年 | 岩手県 安代           | リレー少年男子(5×8km)                                                             | 北海道（室田 - 松浦 - 岡本 - 宮崎 - 斉藤）                                        | 北海道（室田 - 松浦 - 岡本 - 宮崎 - 斉藤）                                        |                                                                                   |
| 第43回   | 1988年 | 岩手県 安代           | 成年男子1部A15km                                                                  | 田中好彦                                                                          | 北海道                                                                            |                                                                                   |
| 第43回   | 1988年 | 岩手県 安代           | 成年男子1部B15km                                                                  | 石山昭男                                                                          | 北海道                                                                            |                                                                                   |
| 第43回   | 1988年 | 岩手県 安代           | 成年男子1部C15km                                                                  | 松本順吉                                                                          | 北海道                                                                            |                                                                                   |
| 第43回   | 1988年 | 岩手県 安代           | 成年男子2部15km                                                                   | 下村勝宏                                                                          | 北海道                                                                            |                                                                                   |
| 第43回   | 1988年 | 岩手県 安代           | 少年男子15km                                                                      | 岡本英男                                                                          | 北海道                                                                            |                                                                                   |
| 第43回   | 1988年 | 岩手県 安代           | 成年女子1部A5km                                                                   | 青木富美子                                                                        | 山形県                                                                            |                                                                                   |
| 第43回   | 1988年 | 岩手県 安代           | 成年女子1部B5km                                                                   | 佐々木和子                                                                        | 長野県                                                                            |                                                                                   |
| 第43回   | 1988年 | 岩手県 安代           | 成年女子2部5km                                                                    | 菊地恵津子                                                                        | 岩手県                                                                            |                                                                                   |
| 第43回   | 1988年 | 岩手県 安代           | 少年女子5km                                                                       | 平沼さやか                                                                        | 北海道                                                                            |                                                                                   |
| 第44回   | 1989年 | 北海道 旭川           | リレー成年男子(5×8km)                                                             | 東京都（竹節 - 川野部 - 山田 - 桜田 - 結城）                                      | 東京都（竹節 - 川野部 - 山田 - 桜田 - 結城）                                      |                                                                                   |
| 第44回   | 1989年 | 北海道 旭川           | リレー女子(4×5km)                                                                 | 北海道（平沼 - 西條 - 三上 - 会田）                                               | 北海道（平沼 - 西條 - 三上 - 会田）                                               |                                                                                   |
| 第44回   | 1989年 | 北海道 旭川           | リレー少年男子(5×8km)                                                             | 北海道（斉藤 - 松浦 - 岡本 - 阿部 - 佐藤）                                        | 北海道（斉藤 - 松浦 - 岡本 - 阿部 - 佐藤）                                        |                                                                                   |
| 第44回   | 1989年 | 北海道 旭川           | 成年男子1部A15km                                                                  | 今井博幸                                                                          | 長野県                                                                            |                                                                                   |
| 第44回   | 1989年 | 北海道 旭川           | 成年男子1部B15km                                                                  | 田中好彦                                                                          | 北海道                                                                            |                                                                                   |
| 第44回   | 1989年 | 北海道 旭川           | 成年男子1部C15km                                                                  | 斉藤静也                                                                          | 北海道                                                                            |                                                                                   |
| 第44回   | 1989年 | 北海道 旭川           | 成年男子2部15km                                                                   | 滝沢明博                                                                          | 北海道                                                                            |                                                                                   |
| 第44回   | 1989年 | 北海道 旭川           | 少年男子15km                                                                      | 松浦元                                                                            | 北海道                                                                            |                                                                                   |
| 第44回   | 1989年 | 北海道 旭川           | 成年女子1部A5km                                                                   | 青木富美子                                                                        | 山形県                                                                            |                                                                                   |
| 第44回   | 1989年 | 北海道 旭川           | 成年女子1部B5km                                                                   | 狩野康子                                                                          | 宮城県                                                                            |                                                                                   |
| 第44回   | 1989年 | 北海道 旭川           | 成年女子2部5km                                                                    | 浦山美幸                                                                          | 福井県                                                                            |                                                                                   |
| 第44回   | 1989年 | 北海道 旭川           | 少年女子5km                                                                       | 平沼さやか                                                                        | 北海道                                                                            |                                                                                   |
| 第45回   | 1990年 | 青森県 大鰐           | リレー成年男子(5×8km)                                                             | 長野県（片桐 - 清水博 - 今井 - 清水寛 - 佐々木）                                  | 長野県（片桐 - 清水博 - 今井 - 清水寛 - 佐々木）                                  |                                                                                   |
| 第45回   | 1990年 | 青森県 大鰐           | リレー女子(4×5km)                                                                 | 山形県（林 - 星川 - 青木 - 本間）                                                 | 山形県（林 - 星川 - 青木 - 本間）                                                 |                                                                                   |
| 第45回   | 1990年 | 青森県 大鰐           | リレー少年男子(5×8km)                                                             | 山形県（庄司 - 大場 - 青柳 - 奥山 - 星川）                                        | 山形県（庄司 - 大場 - 青柳 - 奥山 - 星川）                                        |                                                                                   |
| 第45回   | 1990年 | 青森県 大鰐           | 成年男子1部A15km                                                                  | 渡辺博文                                                                          | 新潟県                                                                            |                                                                                   |
| 第45回   | 1990年 | 青森県 大鰐           | 成年男子1部B15km                                                                  | 佐々木一成                                                                        | 長野県                                                                            |                                                                                   |
| 第45回   | 1990年 | 青森県 大鰐           | 成年男子1部C15km                                                                  | 山瀬功                                                                            | 北海道                                                                            |                                                                                   |
| 第45回   | 1990年 | 青森県 大鰐           | 成年男子2部15km                                                                   | 高橋世是夫                                                                        | 北海道                                                                            |                                                                                   |
| 第45回   | 1990年 | 青森県 大鰐           | 少年男子15km                                                                      | 望月幸男                                                                          | 新潟県                                                                            |                                                                                   |
| 第45回   | 1990年 | 青森県 大鰐           | 成年女子1部A5km                                                                   | 青木富美子                                                                        | 山形県                                                                            |                                                                                   |
| 第45回   | 1990年 | 青森県 大鰐           | 成年女子1部B5km                                                                   | 伊藤美香                                                                          | 岩手県                                                                            |                                                                                   |
| 第45回   | 1990年 | 青森県 大鰐           | 成年女子2部5km                                                                    | 京屋洋子                                                                          | 北海道                                                                            |                                                                                   |
| 第45回   | 1990年 | 青森県 大鰐           | 少年女子5km                                                                       | 佐藤恵美子                                                                        | 長野県                                                                            |                                                                                   |
| 第46回   | 1991年 | 新潟県 塩沢・六日町   | リレー成年男子(5×8km)                                                             | 北海道（佐藤 - 松浦 - 田中 - 工藤 - 宗片）                                        | 北海道（佐藤 - 松浦 - 田中 - 工藤 - 宗片）                                        |                                                                                   |
| 第46回   | 1991年 | 新潟県 塩沢・六日町   | リレー女子(4×5km)                                                                 | 新潟県（清水 - 山内 - 横山 - 太田）                                               | 新潟県（清水 - 山内 - 横山 - 太田）                                               |                                                                                   |
| 第46回   | 1991年 | 新潟県 塩沢・六日町   | リレー少年男子(5×8km)                                                             | 新潟県（竹田 - 牧田 - 村山 - 高橋 - 福原）                                        | 新潟県（竹田 - 牧田 - 村山 - 高橋 - 福原）                                        |                                                                                   |
| 第46回   | 1991年 | 新潟県 塩沢・六日町   | 成年男子1部A15km                                                                  | 今井博幸                                                                          | 長野県                                                                            |                                                                                   |
| 第46回   | 1991年 | 新潟県 塩沢・六日町   | 成年男子1部B15km                                                                  | 片桐一茂                                                                          | 長野県                                                                            |                                                                                   |
| 第46回   | 1991年 | 新潟県 塩沢・六日町   | 成年男子1部C15km                                                                  | 山瀬功                                                                            | 北海道                                                                            |                                                                                   |
| 第46回   | 1991年 | 新潟県 塩沢・六日町   | 成年男子2部15km                                                                   | 高橋平                                                                            | 北海道                                                                            |                                                                                   |
| 第46回   | 1991年 | 新潟県 塩沢・六日町   | 少年男子15km                                                                      | 蛯沢克仁                                                                          | 青森県                                                                            |                                                                                   |
| 第46回   | 1991年 | 新潟県 塩沢・六日町   | 成年女子1部A5km                                                                   | 太田美和                                                                          | 新潟県                                                                            |                                                                                   |
| 第46回   | 1991年 | 新潟県 塩沢・六日町   | 成年女子1部B5km                                                                   | 土谷美保子                                                                        | 岩手県                                                                            |                                                                                   |
| 第46回   | 1991年 | 新潟県 塩沢・六日町   | 成年女子2部5km                                                                    | 生越隆子                                                                          | 新潟県                                                                            |                                                                                   |
| 第46回   | 1991年 | 新潟県 塩沢・六日町   | 少年女子5km                                                                       | 佐藤雪野                                                                          | 長野県                                                                            |                                                                                   |
| 第47回   | 1992年 | 山形県 山形           | リレー成年男子(5×8km)                                                             | 北海道（本間 - 松浦 - 工藤 - 江川 - 宗片）                                        | 北海道（本間 - 松浦 - 工藤 - 江川 - 宗片）                                        |                                                                                   |
| 第47回   | 1992年 | 山形県 山形           | リレー女子(4×5km)                                                                 | 山形県（東海林 - 星川 - 高橋 - 青木）                                             | 山形県（東海林 - 星川 - 高橋 - 青木）                                             |                                                                                   |
| 第47回   | 1992年 | 山形県 山形           | リレー少年男子(5×8km)                                                             | 長野県（佐藤 - 神津 - 堀米 - 市川 - 畔上）                                        | 長野県（佐藤 - 神津 - 堀米 - 市川 - 畔上）                                        |                                                                                   |
| 第47回   | 1992年 | 山形県 山形           | 成年男子1部A15km                                                                  | 今井博幸                                                                          | 長野県                                                                            |                                                                                   |
| 第47回   | 1992年 | 山形県 山形           | 成年男子1部B15km                                                                  | 片桐一茂                                                                          | 長野県                                                                            |                                                                                   |
| 第47回   | 1992年 | 山形県 山形           | 成年男子1部C15km                                                                  | 山瀬功                                                                            | 北海道                                                                            |                                                                                   |
| 第47回   | 1992年 | 山形県 山形           | 成年男子2部15km                                                                   | 笹田勉                                                                            | 青森県                                                                            |                                                                                   |
| 第47回   | 1992年 | 山形県 山形           | 少年男子15km                                                                      | 酒井敏行                                                                          | 北海道                                                                            |                                                                                   |
| 第47回   | 1992年 | 山形県 山形           | 成年女子1部A5km                                                                   | 太田美和                                                                          | 新潟県                                                                            |                                                                                   |
| 第47回   | 1992年 | 山形県 山形           | 成年女子1部B5km                                                                   | 青木富美子                                                                        | 山形県                                                                            |                                                                                   |
| 第47回   | 1992年 | 山形県 山形           | 成年女子2部5km                                                                    | 小海さゆり                                                                        | 新潟県                                                                            |                                                                                   |
| 第47回   | 1992年 | 山形県 山形           | 少年女子5km                                                                       | 横山寿美子                                                                        | 長野県                                                                            |                                                                                   |
| 第48回   | 1993年 | 鳥取県 大山           | リレー成年男子(5×8km)                                                             | 北海道（本間 - 笠原 - 佐々木 - 江川 - 宗片）                                      | 北海道（本間 - 笠原 - 佐々木 - 江川 - 宗片）                                      |                                                                                   |
| 第48回   | 1993年 | 鳥取県 大山           | リレー女子(4×5km)                                                                 | 長野県（中村 - 竹節 - 平野 - 水野）                                               | 長野県（中村 - 竹節 - 平野 - 水野）                                               |                                                                                   |
| 第48回   | 1993年 | 鳥取県 大山           | リレー少年男子(5×8km)                                                             | 長野県（佐藤 - 神津 - 常田 - 森 - 堀米）                                          | 長野県（佐藤 - 神津 - 常田 - 森 - 堀米）                                          |                                                                                   |
| 第48回   | 1993年 | 鳥取県 大山           | 成年男子1部A15km                                                                  | 江川聡                                                                            | 北海道                                                                            |                                                                                   |
| 第48回   | 1993年 | 鳥取県 大山           | 成年男子1部B15km                                                                  | 宗片博文                                                                          | 北海道                                                                            |                                                                                   |
| 第48回   | 1993年 | 鳥取県 大山           | 成年男子1部C15km                                                                  | 山瀬功                                                                            | 北海道                                                                            |                                                                                   |
| 第48回   | 1993年 | 鳥取県 大山           | 成年男子2部15km                                                                   | 佐藤裕英                                                                          | 北海道                                                                            |                                                                                   |
| 第48回   | 1993年 | 鳥取県 大山           | 少年男子15km                                                                      | 神津正昭                                                                          | 長野県                                                                            |                                                                                   |
| 第48回   | 1993年 | 鳥取県 大山           | 成年女子1部A5km                                                                   | 坂口真由美                                                                        | 岩手県                                                                            |                                                                                   |
| 第48回   | 1993年 | 鳥取県 大山           | 成年女子1部B5km                                                                   | 熊谷梢                                                                            | 北海道                                                                            |                                                                                   |
| 第48回   | 1993年 | 鳥取県 大山           | 成年女子2部5km                                                                    | 阿部淑恵                                                                          | 新潟県                                                                            |                                                                                   |
| 第48回   | 1993年 | 鳥取県 大山           | 少年女子5km                                                                       | 大高友美                                                                          | 北海道                                                                            |                                                                                   |
| 第49回   | 1994年 | 宮城県 鳴子           | リレー成年男子(5×8km)                                                             | 新潟県（後藤 - 春日 - 東本 - 江川 - 関谷）                                        | 新潟県（後藤 - 春日 - 東本 - 江川 - 関谷）                                        |                                                                                   |
| 第49回   | 1994年 | 宮城県 鳴子           | リレー女子(4×5km)                                                                 | 新潟県（山内文 - 後藤 - 竹田 - 山内京）                                           | 新潟県（山内文 - 後藤 - 竹田 - 山内京）                                           |                                                                                   |
| 第49回   | 1994年 | 宮城県 鳴子           | リレー少年男子(5×8km)                                                             | 長野県（島田 - 佐藤 - 竹節 - 高橋 - 中村）                                        | 長野県（島田 - 佐藤 - 竹節 - 高橋 - 中村）                                        |                                                                                   |
| 第49回   | 1994年 | 宮城県 鳴子           | 成年男子1部A15km                                                                  | 赤坂憲孝                                                                          | 青森県                                                                            |                                                                                   |
| 第49回   | 1994年 | 宮城県 鳴子           | 成年男子1部B15km                                                                  | 江川淳                                                                            | 新潟県                                                                            |                                                                                   |
| 第49回   | 1994年 | 宮城県 鳴子           | 成年男子1部C15km                                                                  | 狩野慎一                                                                          | 宮城県                                                                            |                                                                                   |
| 第49回   | 1994年 | 宮城県 鳴子           | 成年男子2部15km                                                                   | 山田奉文                                                                          | 北海道                                                                            |                                                                                   |
| 第49回   | 1994年 | 宮城県 鳴子           | 少年男子15km                                                                      | 小林裕司                                                                          | 新潟県                                                                            |                                                                                   |
| 第49回   | 1994年 | 宮城県 鳴子           | 成年女子1部A5km                                                                   | 佐藤恵美子                                                                        | 長野県                                                                            |                                                                                   |
| 第49回   | 1994年 | 宮城県 鳴子           | 成年女子1部B5km                                                                   | 大場市子                                                                          | 宮城県                                                                            |                                                                                   |
| 第49回   | 1994年 | 宮城県 鳴子           | 成年女子2部5km                                                                    | 石田礼子                                                                          | 新潟県                                                                            |                                                                                   |
| 第49回   | 1994年 | 宮城県 鳴子           | 少年女子5km                                                                       | 後藤鹿子                                                                          | 新潟県                                                                            |                                                                                   |
| 第50回   | 1995年 | 福島県 猪苗代         | リレー成年男子(5×8km)                                                             | 長野県（竹節 - 今井 - 堀米 - 片塩 - 佐々木）                                      | 長野県（竹節 - 今井 - 堀米 - 片塩 - 佐々木）                                      |                                                                                   |
| 第50回   | 1995年 | 福島県 猪苗代         | リレー女子(4×5km)                                                                 | 長野県（堀米 - 横山 - 佐藤 - 大口）                                               | 長野県（堀米 - 横山 - 佐藤 - 大口）                                               |                                                                                   |
| 第50回   | 1995年 | 福島県 猪苗代         | リレー少年男子(5×8km)                                                             | 長野県（大山 - 高橋 - 湯本 - 小松 - 島田）                                        | 長野県（大山 - 高橋 - 湯本 - 小松 - 島田）                                        |                                                                                   |
| 第50回   | 1995年 | 福島県 猪苗代         | 成年男子1部A15km                                                                  | 今井博幸                                                                          | 長野県                                                                            |                                                                                   |
| 第50回   | 1995年 | 福島県 猪苗代         | 成年男子1部B15km                                                                  | 佐々木一成                                                                        | 長野県                                                                            |                                                                                   |
| 第50回   | 1995年 | 福島県 猪苗代         | 成年男子1部C15km                                                                  | 永井豊美                                                                          | 秋田県                                                                            |                                                                                   |
| 第50回   | 1995年 | 福島県 猪苗代         | 成年男子2部15km                                                                   | 五十嵐謙一郎                                                                      | 山形県                                                                            |                                                                                   |
| 第50回   | 1995年 | 福島県 猪苗代         | 少年男子15km                                                                      | 高橋幸一郎                                                                        | 長野県                                                                            |                                                                                   |
| 第50回   | 1995年 | 福島県 猪苗代         | 成年女子1部A5km                                                                   | 横山久美子                                                                        | 長野県                                                                            |                                                                                   |
| 第50回   | 1995年 | 福島県 猪苗代         | 成年女子1部B5km                                                                   | 青木富美子                                                                        | 山形県                                                                            |                                                                                   |
| 第50回   | 1995年 | 福島県 猪苗代         | 成年女子2部5km                                                                    | 畔上房子                                                                          | 長野県                                                                            |                                                                                   |
| 第50回   | 1995年 | 福島県 猪苗代         | 少年女子5km                                                                       | 大高友美                                                                          | 北海道                                                                            |                                                                                   |
| 第51回   | 1996年 | 岐阜県 朝日・久々野   | リレー成年男子(5×8km)                                                             | 新潟県（加島 - 佐藤 - 竹田 - 東本 - 永井）                                        | 新潟県（加島 - 佐藤 - 竹田 - 東本 - 永井）                                        |                                                                                   |
| 第51回   | 1996年 | 岐阜県 朝日・久々野   | リレー女子(4×5km)                                                                 | 新潟県（若井 - 内山 - 竹田 - 後藤）                                               | 新潟県（若井 - 内山 - 竹田 - 後藤）                                               |                                                                                   |
| 第51回   | 1996年 | 岐阜県 朝日・久々野   | リレー少年男子(5×8km)                                                             | 青森県（清水目 - 蛯沢 - 大島 - 柴崎 - 植田）                                      | 青森県（清水目 - 蛯沢 - 大島 - 柴崎 - 植田）                                      |                                                                                   |
| 第51回   | 1996年 | 岐阜県 朝日・久々野   | 成年男子A15km                                                                     | 佐藤威                                                                            | 長野県                                                                            |                                                                                   |
| 第51回   | 1996年 | 岐阜県 朝日・久々野   | 成年男子B15km                                                                     | 渡辺博文                                                                          | 京都府                                                                            |                                                                                   |
| 第51回   | 1996年 | 岐阜県 朝日・久々野   | 成年男子C10km                                                                     | 宮本孝志                                                                          | 鳥取県                                                                            |                                                                                   |
| 第51回   | 1996年 | 岐阜県 朝日・久々野   | 少年男子15km                                                                      | 池田泰之                                                                          | 新潟県                                                                            |                                                                                   |
| 第51回   | 1996年 | 岐阜県 朝日・久々野   | 成年女子A5km                                                                      | 古澤緑                                                                            | 青森県                                                                            |                                                                                   |
| 第51回   | 1996年 | 岐阜県 朝日・久々野   | 成年女子B5km                                                                      | 大畑多佳子                                                                        | 岐阜県                                                                            |                                                                                   |
| 第51回   | 1996年 | 岐阜県 朝日・久々野   | 少年女子5km                                                                       | 大口奈津美                                                                        | 長野県                                                                            |                                                                                   |
| 第52回   | 1997年 | 秋田県 鹿角           | リレー成年男子(5×8km)                                                             | 北海道（笠原 - 西田 - 江川 - 太田 - 岡本）                                        | 北海道（笠原 - 西田 - 江川 - 太田 - 岡本）                                        |                                                                                   |
| 第52回   | 1997年 | 秋田県 鹿角           | リレー女子(4×5km)                                                                 | 新潟県（若井 - 内山 - 竹田 - 後藤）                                               | 新潟県（若井 - 内山 - 竹田 - 後藤）                                               |                                                                                   |
| 第52回   | 1997年 | 秋田県 鹿角           | リレー少年男子(5×8km)                                                             | 長野県（金丸 - 大山 - 駒村 - 服部 - 山岸）                                        | 長野県（金丸 - 大山 - 駒村 - 服部 - 山岸）                                        |                                                                                   |
| 第52回   | 1997年 | 秋田県 鹿角           | 成年男子A15km                                                                     | 佐藤威                                                                            | 長野県                                                                            |                                                                                   |
| 第52回   | 1997年 | 秋田県 鹿角           | 成年男子B15km                                                                     | 山崎正晴                                                                          | 宮城県                                                                            |                                                                                   |
| 第52回   | 1997年 | 秋田県 鹿角           | 成年男子C10km                                                                     | 由利泰一                                                                          | 北海道                                                                            |                                                                                   |
| 第52回   | 1997年 | 秋田県 鹿角           | 少年男子15km                                                                      | 清水目義尚                                                                        | 青森県                                                                            |                                                                                   |
| 第52回   | 1997年 | 秋田県 鹿角           | 成年女子A5km                                                                      | 清水美栄                                                                          | 愛知県                                                                            |                                                                                   |
| 第52回   | 1997年 | 秋田県 鹿角           | 成年女子B5km                                                                      | 三ケ田紀子                                                                        | 秋田県                                                                            |                                                                                   |
| 第52回   | 1997年 | 秋田県 鹿角           | 少年女子5km                                                                       | 村木真紀子                                                                        | 秋田県                                                                            |                                                                                   |
| 第53回   | 1998年 | 岩手県 安代           | リレー成年男子(4×10km)                                                            | 北海道（笠原 - 岡本 - 福士 - 神津）                                               | 北海道（笠原 - 岡本 - 福士 - 神津）                                               |                                                                                   |
| 第53回   | 1998年 | 岩手県 安代           | リレー女子(4×5km)                                                                 | 青森県（村木 - 久保 - 菅 - 古澤）                                                 | 青森県（村木 - 久保 - 菅 - 古澤）                                                 |                                                                                   |
| 第53回   | 1998年 | 岩手県 安代           | リレー少年男子(4×10km)                                                            | 新潟県（上村 - 桑原 - 横山 - 斎木）                                               | 新潟県（上村 - 桑原 - 横山 - 斎木）                                               |                                                                                   |
| 第53回   | 1998年 | 岩手県 安代           | 成年男子A15km                                                                     | 神津正昭                                                                          | 北海道                                                                            |                                                                                   |
| 第53回   | 1998年 | 岩手県 安代           | 成年男子B15km                                                                     | 今井博幸                                                                          | 長野県                                                                            |                                                                                   |
| 第53回   | 1998年 | 岩手県 安代           | 成年男子C10km                                                                     | 佐々木一成                                                                        | 長野県                                                                            |                                                                                   |
| 第53回   | 1998年 | 岩手県 安代           | 少年男子15km                                                                      | 渡邊剣之助                                                                        | 北海道                                                                            |                                                                                   |
| 第53回   | 1998年 | 岩手県 安代           | 成年女子A5km                                                                      | 大高友美                                                                          | 北海道                                                                            |                                                                                   |
| 第53回   | 1998年 | 岩手県 安代           | 成年女子B5km                                                                      | 青木富美子                                                                        | 山形県                                                                            |                                                                                   |
| 第53回   | 1998年 | 岩手県 安代           | 少年女子5km                                                                       | 石田正子                                                                          | 北海道                                                                            |                                                                                   |
| 第54回   | 1999年 | 北海道 小樽           | リレー成年男子(4×10km)                                                            | 長野県（大山 - 畔上 - 佐藤 - 高橋）                                               | 長野県（大山 - 畔上 - 佐藤 - 高橋）                                               |                                                                                   |
| 第54回   | 1999年 | 北海道 小樽           | リレー女子(4×5km)                                                                 | 新潟県（中野 - 荻野 - 佐藤 - 若井）                                               | 新潟県（中野 - 荻野 - 佐藤 - 若井）                                               |                                                                                   |
| 第54回   | 1999年 | 北海道 小樽           | リレー少年男子(4×10km)                                                            | 北海道（松田 - 高口 - 庵原 - 溝渕）                                               | 北海道（松田 - 高口 - 庵原 - 溝渕）                                               |                                                                                   |
| 第54回   | 1999年 | 北海道 小樽           | 成年男子A15km                                                                     | 佐藤威                                                                            | 長野県                                                                            |                                                                                   |
| 第54回   | 1999年 | 北海道 小樽           | 成年男子B15km                                                                     | 岡本英男                                                                          | 北海道                                                                            |                                                                                   |
| 第54回   | 1999年 | 北海道 小樽           | 成年男子C10km                                                                     | 石田章博                                                                          | 北海道                                                                            |                                                                                   |
| 第54回   | 1999年 | 北海道 小樽           | 少年男子15km                                                                      | 溝渕勇司                                                                          | 北海道                                                                            |                                                                                   |
| 第54回   | 1999年 | 北海道 小樽           | 成年女子A5km                                                                      | 村木真紀子                                                                        | 青森県                                                                            |                                                                                   |
| 第54回   | 1999年 | 北海道 小樽           | 成年女子B5km                                                                      | 清水由佳子                                                                        | 福島県                                                                            |                                                                                   |
| 第54回   | 1999年 | 北海道 小樽           | 少年女子5km                                                                       | 石田正子                                                                          | 北海道                                                                            |                                                                                   |
| 第55回   | 2000年 | 富山県 大山           | リレー成年男子(4×10km)                                                            | 長野県（駒村 - 大山 - 畔上 - 佐藤）                                               | 長野県（駒村 - 大山 - 畔上 - 佐藤）                                               |                                                                                   |
| 第55回   | 2000年 | 富山県 大山           | リレー女子(4×5km)                                                                 | 北海道（岩崎 - 越田 - 青木 - 大高）                                               | 北海道（岩崎 - 越田 - 青木 - 大高）                                               |                                                                                   |
| 第55回   | 2000年 | 富山県 大山           | リレー少年男子(4×10km)                                                            | 北海道（松田 - 本田 - 沢田 - 小泉）                                               | 北海道（松田 - 本田 - 沢田 - 小泉）                                               |                                                                                   |
| 第55回   | 2000年 | 富山県 大山           | 成年男子A15km                                                                     | 金丸富男                                                                          | 宮城県                                                                            |                                                                                   |
| 第55回   | 2000年 | 富山県 大山           | 成年男子B15km                                                                     | 今井博幸                                                                          | 長野県                                                                            |                                                                                   |
| 第55回   | 2000年 | 富山県 大山           | 成年男子C10km                                                                     | 高石敏伸                                                                          | 北海道                                                                            |                                                                                   |
| 第55回   | 2000年 | 富山県 大山           | 少年男子15km                                                                      | 山室忠                                                                            | 長野県                                                                            |                                                                                   |
| 第55回   | 2000年 | 富山県 大山           | 成年女子A5km                                                                      | 大高友美                                                                          | 北海道                                                                            |                                                                                   |
| 第55回   | 2000年 | 富山県 大山           | 成年女子B5km                                                                      | 古澤緑                                                                            | 青森県                                                                            |                                                                                   |
| 第55回   | 2000年 | 富山県 大山           | 少年女子5km                                                                       | 荻野李恵                                                                          | 新潟県                                                                            |                                                                                   |
| 第56回   | 2001年 | 長野県 飯山           | リレー成年男子(4×10km)                                                            | 長野県（中村 - 佐藤 - 駒村 - 畔上）                                               | 長野県（中村 - 佐藤 - 駒村 - 畔上）                                               |                                                                                   |
| 第56回   | 2001年 | 長野県 飯山           | リレー女子(4×5km)                                                                 | 北海道（阿部 - 岩崎 - 堀之上 - 大高）                                             | 北海道（阿部 - 岩崎 - 堀之上 - 大高）                                             |                                                                                   |
| 第56回   | 2001年 | 長野県 飯山           | リレー少年男子(4×10km)                                                            | 北海道（関谷 - 宮沢 - 野上 - 五十嵐）                                             | 北海道（関谷 - 宮沢 - 野上 - 五十嵐）                                             |                                                                                   |
| 第56回   | 2001年 | 長野県 飯山           | 成年男子A10km                                                                     | 神津正昭                                                                          | 北海道                                                                            |                                                                                   |
| 第56回   | 2001年 | 長野県 飯山           | 成年男子B10km                                                                     | 竹田良和                                                                          | 富山県                                                                            |                                                                                   |
| 第56回   | 2001年 | 長野県 飯山           | 成年男子C5km                                                                      | 清水鳴浩                                                                          | 秋田県                                                                            |                                                                                   |
| 第56回   | 2001年 | 長野県 飯山           | 少年男子10km                                                                      | 本田尚平                                                                          | 北海道                                                                            |                                                                                   |
| 第56回   | 2001年 | 長野県 飯山           | 成年女子A5km                                                                      | 村木真紀子                                                                        | 青森県                                                                            |                                                                                   |
| 第56回   | 2001年 | 長野県 飯山           | 成年女子B5km                                                                      | 古澤緑                                                                            | 青森県                                                                            |                                                                                   |
| 第56回   | 2001年 | 長野県 飯山           | 少年女子5km                                                                       | 石垣寿美子                                                                        | 秋田県                                                                            |                                                                                   |
| 第57回   | 2002年 | 新潟県 妙高高原       | リレー成年男子(4×10km)                                                            | 北海道（福士 - 大山 - 斉藤 - 蛯沢）                                               | 北海道（福士 - 大山 - 斉藤 - 蛯沢）                                               |                                                                                   |
| 第57回   | 2002年 | 新潟県 妙高高原       | リレー女子(4×5km)                                                                 | 長野県（畔上 - 山本 - 大沢 - 大日方）                                             | 長野県（畔上 - 山本 - 大沢 - 大日方）                                             |                                                                                   |
| 第57回   | 2002年 | 新潟県 妙高高原       | リレー少年男子(4×10km)                                                            | 長野県（松村 - 杉山 - 成瀬 - 山田）                                               | 長野県（松村 - 杉山 - 成瀬 - 山田）                                               |                                                                                   |
| 第57回   | 2002年 | 新潟県 妙高高原       | 成年男子A10km                                                                     | 金丸富男                                                                          | 宮城県                                                                            |                                                                                   |
| 第57回   | 2002年 | 新潟県 妙高高原       | 成年男子B10km                                                                     | 福士鎮顕                                                                          | 北海道                                                                            |                                                                                   |
| 第57回   | 2002年 | 新潟県 妙高高原       | 成年男子C5km                                                                      | 高橋世是夫                                                                        | 北海道                                                                            |                                                                                   |
| 第57回   | 2002年 | 新潟県 妙高高原       | 少年男子10km                                                                      | 桑原慎太郎                                                                        | 新潟県                                                                            |                                                                                   |
| 第57回   | 2002年 | 新潟県 妙高高原       | 成年女子A5km                                                                      | 石田正子                                                                          | 東京都                                                                            |                                                                                   |
| 第57回   | 2002年 | 新潟県 妙高高原       | 成年女子B5km                                                                      | 青木富美子                                                                        | 山形県                                                                            |                                                                                   |
| 第57回   | 2002年 | 新潟県 妙高高原       | 少年女子5km                                                                       | 石垣寿美子                                                                        | 秋田県                                                                            |                                                                                   |
| 第58回   | 2003年 | 北海道 名寄           | リレー成年男子(4×10km)                                                            | 北海道（大山 - 本田 - 島田 - 斉藤）                                               | 北海道（大山 - 本田 - 島田 - 斉藤）                                               |                                                                                   |
| 第58回   | 2003年 | 北海道 名寄           | リレー女子(4×5km)                                                                 | 北海道（板垣 - 大林 - 曽根田 - 大高）                                             | 北海道（板垣 - 大林 - 曽根田 - 大高）                                             |                                                                                   |
| 第58回   | 2003年 | 北海道 名寄           | リレー少年男子(4×10km)                                                            | 長野県（高橋 - 関原 - 成瀬 - 松村）                                               | 長野県（高橋 - 関原 - 成瀬 - 松村）                                               |                                                                                   |
| 第58回   | 2003年 | 北海道 名寄           | 成年男子A10km                                                                     | 中村順一                                                                          | 長野県                                                                            |                                                                                   |
| 第58回   | 2003年 | 北海道 名寄           | 成年男子B10km                                                                     | 細川勝人                                                                          | 北海道                                                                            |                                                                                   |
| 第58回   | 2003年 | 北海道 名寄           | 成年男子C5km                                                                      | 江川聡                                                                            | 北海道                                                                            |                                                                                   |
| 第58回   | 2003年 | 北海道 名寄           | 少年男子10km                                                                      | 田中崇道                                                                          | 秋田県                                                                            |                                                                                   |
| 第58回   | 2003年 | 北海道 名寄           | 成年女子A5km                                                                      | 江村恵                                                                            | 北海道                                                                            |                                                                                   |
| 第58回   | 2003年 | 北海道 名寄           | 成年女子B5km                                                                      | 曽根田千鶴                                                                        | 北海道                                                                            |                                                                                   |
| 第58回   | 2003年 | 北海道 名寄           | 少年女子5km                                                                       | 石垣寿美子                                                                        | 秋田県                                                                            |                                                                                   |
| 第59回   | 2004年 | 山形県 最上・真室川   | リレー成年男子(4×10km)                                                            | 新潟県（春日 - 星野 - 野上 - 望月）                                               | 新潟県（春日 - 星野 - 野上 - 望月）                                               |                                                                                   |
| 第59回   | 2004年 | 山形県 最上・真室川   | リレー女子(4×5km)                                                                 | 北海道（板垣 - 外舘 - 曽根田 - 石田）                                             | 北海道（板垣 - 外舘 - 曽根田 - 石田）                                             |                                                                                   |
| 第59回   | 2004年 | 山形県 最上・真室川   | リレー少年男子(4×10km)                                                            | 新潟県（村山 - 木村 - 嶋田 - 井川）                                               | 新潟県（村山 - 木村 - 嶋田 - 井川）                                               |                                                                                   |
| 第59回   | 2004年 | 山形県 最上・真室川   | 成年男子A10km                                                                     | 山室忠                                                                            | 長野県                                                                            |                                                                                   |
| 第59回   | 2004年 | 山形県 最上・真室川   | 成年男子B10km                                                                     | 高橋直博                                                                          | 山形県                                                                            |                                                                                   |
| 第59回   | 2004年 | 山形県 最上・真室川   | 成年男子C5km                                                                      | 杉沼智                                                                            | 山形県                                                                            |                                                                                   |
| 第59回   | 2004年 | 山形県 最上・真室川   | 少年男子10km                                                                      | 嶋田翼                                                                            | 新潟県                                                                            |                                                                                   |
| 第59回   | 2004年 | 山形県 最上・真室川   | 成年女子A5km                                                                      | 石田正子                                                                          | 北海道                                                                            |                                                                                   |
| 第59回   | 2004年 | 山形県 最上・真室川   | 成年女子B5km                                                                      | 曽根田千鶴                                                                        | 北海道                                                                            |                                                                                   |
| 第59回   | 2004年 | 山形県 最上・真室川   | 少年女子5km                                                                       | 丸山智恵                                                                          | 新潟県                                                                            |                                                                                   |
| 第60回   | 2005年 | 岩手県 安代           | リレー成年男子(4×10km)                                                            | 長野県（山室 - 堀米 - 畔上 - 今井）                                               | 長野県（山室 - 堀米 - 畔上 - 今井）                                               |                                                                                   |
| 第60回   | 2005年 | 岩手県 安代           | リレー女子(4×5km)                                                                 | 山形県（矢口 - 齊藤 - 大類 - 青木）                                               | 山形県（矢口 - 齊藤 - 大類 - 青木）                                               |                                                                                   |
| 第60回   | 2005年 | 岩手県 安代           | リレー少年男子(4×10km)                                                            | 北海道（向 - 午来 - 清水 - 吉田）                                                 | 北海道（向 - 午来 - 清水 - 吉田）                                                 |                                                                                   |
| 第60回   | 2005年 | 岩手県 安代           | 成年男子A10km                                                                     | 山室忠                                                                            | 長野県                                                                            |                                                                                   |
| 第60回   | 2005年 | 岩手県 安代           | 成年男子B10km                                                                     | 神津正昭                                                                          | 北海道                                                                            |                                                                                   |
| 第60回   | 2005年 | 岩手県 安代           | 成年男子C5km                                                                      | 今井博幸                                                                          | 長野県                                                                            |                                                                                   |
| 第60回   | 2005年 | 岩手県 安代           | 少年男子10km                                                                      | 吉田圭伸                                                                          | 北海道                                                                            |                                                                                   |
| 第60回   | 2005年 | 岩手県 安代           | 成年女子A5km                                                                      | 野尻あずさ                                                                        | 富山県                                                                            |                                                                                   |
| 第60回   | 2005年 | 岩手県 安代           | 成年女子B5km                                                                      | 青木富美子                                                                        | 山形県                                                                            |                                                                                   |
| 第60回   | 2005年 | 岩手県 安代           | 少年女子5km                                                                       | 丸山智恵                                                                          | 新潟県                                                                            |                                                                                   |
| 第61回   | 2006年 | 群馬県 片品           | リレー成年男子(4×10km)                                                            | 北海道（神津 - 高口 - 青木 - 斎藤）                                               | 北海道（神津 - 高口 - 青木 - 斎藤）                                               |                                                                                   |
| 第61回   | 2006年 | 群馬県 片品           | リレー女子(4×5km)                                                                 | 新潟県（安倍 - 小林 - 関谷 - 丸山）                                               | 新潟県（安倍 - 小林 - 関谷 - 丸山）                                               |                                                                                   |
| 第61回   | 2006年 | 群馬県 片品           | リレー少年男子(4×10km)                                                            | 新潟県（小山内 - 大竹 - 村山 - 中島）                                             | 新潟県（小山内 - 大竹 - 村山 - 中島）                                             |                                                                                   |
| 第61回   | 2006年 | 群馬県 片品           | 成年男子A10km                                                                     | 山室忠                                                                            | 長野県                                                                            |                                                                                   |
| 第61回   | 2006年 | 群馬県 片品           | 成年男子B10km                                                                     | 大山勝広                                                                          | 北海道                                                                            |                                                                                   |
| 第61回   | 2006年 | 群馬県 片品           | 成年男子C5km                                                                      | 今井博幸                                                                          | 長野県                                                                            |                                                                                   |
| 第61回   | 2006年 | 群馬県 片品           | 少年男子10km                                                                      | 村山草太                                                                          | 新潟県                                                                            |                                                                                   |
| 第61回   | 2006年 | 群馬県 片品           | 成年女子A5km                                                                      | 大類美咲                                                                          | 山形県                                                                            |                                                                                   |
| 第61回   | 2006年 | 群馬県 片品           | 成年女子B5km                                                                      | 青木富美子                                                                        | 山形県                                                                            |                                                                                   |
| 第61回   | 2006年 | 群馬県 片品           | 少年女子5km                                                                       | 小林由貴                                                                          | 新潟県                                                                            |                                                                                   |
| 第62回   | 2007年 | 秋田県 仙北・鹿角     | リレー成年男子(4×10km)                                                            | 長野県（北村 - 山室 - 斉藤 - 成瀬）                                               | 長野県（北村 - 山室 - 斉藤 - 成瀬）                                               |                                                                                   |
| 第62回   | 2007年 | 秋田県 仙北・鹿角     | リレー女子(4×5km)                                                                 | 新潟県（藤ノ木 - 安倍 - 丸山 - 横山）                                             | 新潟県（藤ノ木 - 安倍 - 丸山 - 横山）                                             |                                                                                   |
| 第62回   | 2007年 | 秋田県 仙北・鹿角     | リレー少年男子(4×10km)                                                            | 新潟県（小山内 - 中島 - 内田 - 櫻井）                                             | 新潟県（小山内 - 中島 - 内田 - 櫻井）                                             |                                                                                   |
| 第62回   | 2007年 | 秋田県 仙北・鹿角     | 成年男子A10km                                                                     | 山室忠                                                                            | 長野県                                                                            |                                                                                   |
| 第62回   | 2007年 | 秋田県 仙北・鹿角     | 成年男子B10km                                                                     | 駒村俊介                                                                          | 新潟県                                                                            |                                                                                   |
| 第62回   | 2007年 | 秋田県 仙北・鹿角     | 成年男子C5km                                                                      | 佐藤明則                                                                          | 新潟県                                                                            |                                                                                   |
| 第62回   | 2007年 | 秋田県 仙北・鹿角     | 少年男子10km                                                                      | 立崎幹人                                                                          | 青森県                                                                            |                                                                                   |
| 第62回   | 2007年 | 秋田県 仙北・鹿角     | 成年女子A5km                                                                      | 石垣寿美子                                                                        | 秋田県                                                                            |                                                                                   |
| 第62回   | 2007年 | 秋田県 仙北・鹿角     | 成年女子B5km                                                                      | 横山寿美子                                                                        | 新潟県                                                                            |                                                                                   |
| 第62回   | 2007年 | 秋田県 仙北・鹿角     | 少年女子5km                                                                       | 安部梨沙                                                                          | 新潟県                                                                            |                                                                                   |
| 第63回   | 2008年 | 長野県 野沢温泉村     | リレー成年男子(4×10km)                                                            | 北海道（本田 - 山田 - 清水目 - 青木）                                             | 北海道（本田 - 山田 - 清水目 - 青木）                                             |                                                                                   |
| 第63回   | 2008年 | 長野県 野沢温泉村     | リレー女子(4×5km)                                                                 | 新潟県（宮尾 - 本山 - 丸山 - 横山）                                               | 新潟県（宮尾 - 本山 - 丸山 - 横山）                                               |                                                                                   |
| 第63回   | 2008年 | 長野県 野沢温泉村     | リレー少年男子(4×10km)                                                            | 新潟県（緒方 - 小山内 - 櫻井剛 - 櫻井毅）                                         | 新潟県（緒方 - 小山内 - 櫻井剛 - 櫻井毅）                                         |                                                                                   |
| 第63回   | 2008年 | 長野県 野沢温泉村     | 成年男子A10km                                                                     | 成瀬野生                                                                          | 岐阜県                                                                            |                                                                                   |
| 第63回   | 2008年 | 長野県 野沢温泉村     | 成年男子B10km                                                                     | 斉藤亮                                                                            | 長野県                                                                            |                                                                                   |
| 第63回   | 2008年 | 長野県 野沢温泉村     | 成年男子C5km                                                                      | 蛯沢克仁                                                                          | 富山県                                                                            |                                                                                   |
| 第63回   | 2008年 | 長野県 野沢温泉村     | 少年男子10km                                                                      | 近藤大仁                                                                          | 秋田県                                                                            |                                                                                   |
| 第63回   | 2008年 | 長野県 野沢温泉村     | 成年女子A5km                                                                      | 大森菜保子                                                                        | 秋田県                                                                            |                                                                                   |
| 第63回   | 2008年 | 長野県 野沢温泉村     | 成年女子B5km                                                                      | 横山寿美子                                                                        | 新潟県                                                                            |                                                                                   |
| 第63回   | 2008年 | 長野県 野沢温泉村     | 少年女子5km                                                                       | 本山育未                                                                          | 新潟県                                                                            |                                                                                   |
| 第64回   | 2009年 | 新潟県 十日町市       | リレー成年男子(4×10km)                                                            | 新潟県（春日 - 中島 - 村山 - 神津）                                               | 新潟県（春日 - 中島 - 村山 - 神津）                                               |                                                                                   |
| 第64回   | 2009年 | 新潟県 十日町市       | リレー女子(4×5km)                                                                 | 新潟県（中島 - 本山 - 小林 - 宮尾）                                               | 新潟県（中島 - 本山 - 小林 - 宮尾）                                               |                                                                                   |
| 第64回   | 2009年 | 新潟県 十日町市       | リレー少年男子(4×10km)                                                            | 新潟県（緒方 - 櫻井 - 望月 - 宮沢）                                               | 新潟県（緒方 - 櫻井 - 望月 - 宮沢）                                               |                                                                                   |
| 第64回   | 2009年 | 新潟県 十日町市       | 成年男子A10km                                                                     | 成瀬野生                                                                          | 岐阜県                                                                            |                                                                                   |
| 第64回   | 2009年 | 新潟県 十日町市       | 成年男子B10km                                                                     | 山岸修                                                                            | 滋賀県                                                                            |                                                                                   |
| 第64回   | 2009年 | 新潟県 十日町市       | 成年男子C5km                                                                      | 蛯沢克仁                                                                          | 富山県                                                                            |                                                                                   |
| 第64回   | 2009年 | 新潟県 十日町市       | 少年男子10km                                                                      | 望月崇之                                                                          | 新潟県                                                                            |                                                                                   |
| 第64回   | 2009年 | 新潟県 十日町市       | 成年女子A5km                                                                      | 矢口小百合                                                                        | 山形県                                                                            |                                                                                   |
| 第64回   | 2009年 | 新潟県 十日町市       | 成年女子B5km                                                                      | 青木富美子                                                                        | 山形県                                                                            |                                                                                   |
| 第64回   | 2009年 | 新潟県 十日町市       | 少年女子5km                                                                       | 高堰美里                                                                          | 秋田県                                                                            |                                                                                   |
| 第65回   | 2010年 | 北海道 札幌市         | リレー成年男子(4×10km)                                                            | 北海道（清水目 - 野上 - 本田 - 吉田）                                             | 北海道（清水目 - 野上 - 本田 - 吉田）                                             |                                                                                   |
| 第65回   | 2010年 | 北海道 札幌市         | リレー女子(4×5km)                                                                 | 新潟県（村田 - 竹田 - 安倍 - 小林）                                               | 新潟県（村田 - 竹田 - 安倍 - 小林）                                               |                                                                                   |
| 第65回   | 2010年 | 北海道 札幌市         | リレー少年男子(4×10km)                                                            | 新潟県（児玉 - 中嶋 - 宮沢 - 櫻井）                                               | 新潟県（児玉 - 中嶋 - 宮沢 - 櫻井）                                               |                                                                                   |
| 第65回   | 2010年 | 北海道 札幌市         | 成年男子A10km                                                                     | 吉田圭伸                                                                          | 北海道                                                                            |                                                                                   |
| 第65回   | 2010年 | 北海道 札幌市         | 成年男子B10km                                                                     | 本田尚平                                                                          | 北海道                                                                            |                                                                                   |
| 第65回   | 2010年 | 北海道 札幌市         | 成年男子C5km                                                                      | 神津正昭                                                                          | 新潟県                                                                            |                                                                                   |
| 第65回   | 2010年 | 北海道 札幌市         | 少年男子10km                                                                      | 西田順風                                                                          | 北海道                                                                            |                                                                                   |
| 第65回   | 2010年 | 北海道 札幌市         | 成年女子A5km                                                                      | 安部梨沙                                                                          | 新潟県                                                                            |                                                                                   |
| 第65回   | 2010年 | 北海道 札幌市         | 成年女子B5km                                                                      | 青木富美子                                                                        | 山形県                                                                            |                                                                                   |
| 第65回   | 2010年 | 北海道 札幌市         | 少年女子5km                                                                       | 高堰美里                                                                          | 秋田県                                                                            |                                                                                   |
| 第66回   | 2011年 | 秋田県 鹿角市         | リレー成年男子(4×10km)                                                            | 長野県（栗山 - 駒村 - レンティング - 柏原）                                       | 長野県（栗山 - 駒村 - レンティング - 柏原）                                       |                                                                                   |
| 第66回   | 2011年 | 秋田県 鹿角市         | リレー女子(4×5km)                                                                 | 秋田県（齊藤 - 佐藤 - 大森 - 石垣）                                               | 秋田県（齊藤 - 佐藤 - 大森 - 石垣）                                               |                                                                                   |
| 第66回   | 2011年 | 秋田県 鹿角市         | リレー少年男子(4×10km)                                                            | 新潟県（柿崎 - 藤ノ木 - 佐藤 - 湯本）                                             | 新潟県（柿崎 - 藤ノ木 - 佐藤 - 湯本）                                             |                                                                                   |
| 第66回   | 2011年 | 秋田県 鹿角市         | 成年男子A10km                                                                     | 成瀬野生                                                                          | 岐阜県                                                                            |                                                                                   |
| 第66回   | 2011年 | 秋田県 鹿角市         | 成年男子B10km                                                                     | 本田尚平                                                                          | 北海道                                                                            |                                                                                   |
| 第66回   | 2011年 | 秋田県 鹿角市         | 成年男子C5km                                                                      | 中美貴仁                                                                          | 青森県                                                                            |                                                                                   |
| 第66回   | 2011年 | 秋田県 鹿角市         | 少年男子10km                                                                      | 石川謙太郎                                                                        | 北海道                                                                            |                                                                                   |
| 第66回   | 2011年 | 秋田県 鹿角市         | 成年女子A5km                                                                      | 小林由貴                                                                          | 岐阜県                                                                            |                                                                                   |
| 第66回   | 2011年 | 秋田県 鹿角市         | 成年女子B5km                                                                      | 福田修子                                                                          | 岐阜県                                                                            |                                                                                   |
| 第66回   | 2011年 | 秋田県 鹿角市         | 少年女子5km                                                                       | 竹田千夏                                                                          | 新潟県                                                                            |                                                                                   |
| 第67回   | 2012年 | 岐阜県 高山市         | リレー成年男子(4×10km)                                                            | 岐阜県（成瀬開 - 成瀬野 - 木村 - 井川）                                           | 岐阜県（成瀬開 - 成瀬野 - 木村 - 井川）                                           |                                                                                   |
| 第67回   | 2012年 | 岐阜県 高山市         | リレー女子(4×5km)                                                                 | 新潟県（齋木 - 櫻井 - 大平 - 竹田）                                               | 新潟県（齋木 - 櫻井 - 大平 - 竹田）                                               |                                                                                   |
| 第67回   | 2012年 | 岐阜県 高山市         | リレー少年男子(4×10km)                                                            | 新潟県（小島 - 田中 - 鈴木 - 湯本）                                               | 新潟県（小島 - 田中 - 鈴木 - 湯本）                                               |                                                                                   |
| 第67回   | 2012年 | 岐阜県 高山市         | 成年男子A10km                                                                     | 木村正哉                                                                          | 岐阜県                                                                            |                                                                                   |
| 第67回   | 2012年 | 岐阜県 高山市         | 成年男子B10km                                                                     | 成瀬野生                                                                          | 岐阜県                                                                            |                                                                                   |
| 第67回   | 2012年 | 岐阜県 高山市         | 成年男子C5km                                                                      | 中美貴仁                                                                          | 青森県                                                                            |                                                                                   |
| 第67回   | 2012年 | 岐阜県 高山市         | 少年男子10km                                                                      | 栗山大貴                                                                          | 長野県                                                                            |                                                                                   |
| 第67回   | 2012年 | 岐阜県 高山市         | 成年女子A5km                                                                      | 小林由貴                                                                          | 岐阜県                                                                            |                                                                                   |
| 第67回   | 2012年 | 岐阜県 高山市         | 成年女子B5km                                                                      | 福田修子                                                                          | 岐阜県                                                                            |                                                                                   |
| 第67回   | 2012年 | 岐阜県 高山市         | 少年女子5km                                                                       | 松舘香奈                                                                          | 青森県                                                                            |                                                                                   |
| 第68回   | 2013年 | 秋田県 鹿角市         | リレー成年男子(4×10km)                                                            | 北海道（清水目 - 柏原 - 齊藤 - 清水）                                             | 北海道（清水目 - 柏原 - 齊藤 - 清水）                                             |                                                                                   |
| 第68回   | 2013年 | 秋田県 鹿角市         | リレー女子(4×5km)                                                                 | 秋田県（中嶋 - 折戸 - 大森 - 石垣）                                               | 秋田県（中嶋 - 折戸 - 大森 - 石垣）                                               |                                                                                   |
| 第68回   | 2013年 | 秋田県 鹿角市         | リレー少年男子(4×10km)                                                            | 秋田県（佐藤 - 田中 - 児玉 - 倍賞）                                               | 秋田県（佐藤 - 田中 - 児玉 - 倍賞）                                               |                                                                                   |
| 第68回   | 2013年 | 秋田県 鹿角市         | 成年男子A10km                                                                     | 宇田崇二                                                                          | 福井県                                                                            |                                                                                   |
| 第68回   | 2013年 | 秋田県 鹿角市         | 成年男子B10km                                                                     | 井川純一                                                                          | 岐阜県                                                                            |                                                                                   |
| 第68回   | 2013年 | 秋田県 鹿角市         | 成年男子C5km                                                                      | 中美貴仁                                                                          | 青森県                                                                            |                                                                                   |
| 第68回   | 2013年 | 秋田県 鹿角市         | 少年男子10km                                                                      | 小島寛則                                                                          | 新潟県                                                                            |                                                                                   |
| 第68回   | 2013年 | 秋田県 鹿角市         | 成年女子A5km                                                                      | 本山育未                                                                          | 新潟県                                                                            |                                                                                   |
| 第68回   | 2013年 | 秋田県 鹿角市         | 成年女子B5km                                                                      | 石垣寿美子                                                                        | 秋田県                                                                            |                                                                                   |
| 第68回   | 2013年 | 秋田県 鹿角市         | 少年女子5km                                                                       | 松館香奈                                                                          | 青森県                                                                            |                                                                                   |
| 第69回   | 2014年 | 山形県 山形市・上山市 | リレー成年男子(4×10km)                                                            | 新潟県（藤ノ木 - 佐藤 - 小林 - 木村）                                             | 新潟県（藤ノ木 - 佐藤 - 小林 - 木村）                                             |                                                                                   |
| 第69回   | 2014年 | 山形県 山形市・上山市 | リレー女子(4×5km)                                                                 | 青森県（三浦 - 松舘 - 山中 - 開坂）                                               | 青森県（三浦 - 松舘 - 山中 - 開坂）                                               |                                                                                   |
| 第69回   | 2014年 | 山形県 山形市・上山市 | リレー少年男子(4×10km)                                                            | 長野県（湯本 - 渡辺 - 馬場 - 本間）                                               | 長野県（湯本 - 渡辺 - 馬場 - 本間）                                               |                                                                                   |
| 第69回   | 2014年 | 山形県 山形市・上山市 | 成年男子A10km                                                                     | 清水康平                                                                          | 北海道                                                                            |                                                                                   |
| 第69回   | 2014年 | 山形県 山形市・上山市 | 成年男子B10km                                                                     | 成瀬野生                                                                          | 長野県                                                                            |                                                                                   |
| 第69回   | 2014年 | 山形県 山形市・上山市 | 成年男子C5km                                                                      | 大山勝広                                                                          | 長野県                                                                            |                                                                                   |
| 第69回   | 2014年 | 山形県 山形市・上山市 | 少年男子10km                                                                      | 馬場直人                                                                          | 長野県                                                                            |                                                                                   |
| 第69回   | 2014年 | 山形県 山形市・上山市 | 成年女子A5km                                                                      | 柏原理子                                                                          | 愛知県                                                                            |                                                                                   |
| 第69回   | 2014年 | 山形県 山形市・上山市 | 成年女子B5km                                                                      | 小林由貴                                                                          | 岐阜県                                                                            |                                                                                   |
| 第69回   | 2014年 | 山形県 山形市・上山市 | 少年女子5km                                                                       | 松館香奈                                                                          | 青森県                                                                            |                                                                                   |
| 第70回   | 2015年 | 群馬県 片品村         | リレー成年男子(4×10km)                                                            | 新潟県（藤ノ木 - 佐藤 - 小林 - 木村）                                             | 新潟県（藤ノ木 - 佐藤 - 小林 - 木村）                                             |                                                                                   |
| 第70回   | 2015年 | 群馬県 片品村         | リレー女子(4×5km)                                                                 | 秋田県（藤田 - 木村 - 田中 - 石垣）                                               | 秋田県（藤田 - 木村 - 田中 - 石垣）                                               |                                                                                   |
| 第70回   | 2015年 | 群馬県 片品村         | リレー少年男子(4×10km)                                                            | 長野県（笠原 - 内田 - 本間 - 馬場）                                               | 長野県（笠原 - 内田 - 本間 - 馬場）                                               |                                                                                   |
| 第70回   | 2015年 | 群馬県 片品村         | 成年男子A10km                                                                     | 成瀬開地                                                                          | 長野県                                                                            |                                                                                   |
| 第70回   | 2015年 | 群馬県 片品村         | 成年男子B10km                                                                     | 木村正哉                                                                          | 新潟県                                                                            |                                                                                   |
| 第70回   | 2015年 | 群馬県 片品村         | 成年男子C5km                                                                      | 片桐康太                                                                          | 新潟県                                                                            |                                                                                   |
| 第70回   | 2015年 | 群馬県 片品村         | 少年男子10km                                                                      | 馬場直人                                                                          | 長野県                                                                            |                                                                                   |
| 第70回   | 2015年 | 群馬県 片品村         | 成年女子A5km                                                                      | 大平麻生                                                                          | 新潟県                                                                            |                                                                                   |
| 第70回   | 2015年 | 群馬県 片品村         | 成年女子B5km                                                                      | 笠原千裕                                                                          | 群馬県                                                                            |                                                                                   |
| 第70回   | 2015年 | 群馬県 片品村         | 少年女子5km                                                                       | 宮崎日香里                                                                        | 長野県                                                                            |                                                                                   |
| 第71回   | 2016年 | 岩手県 八幡平市       | リレー成年男子(4×10km)                                                            | 北海道（清水 - 田中 - 吉田 - 柏原）                                               | 北海道（清水 - 田中 - 吉田 - 柏原）                                               |                                                                                   |
| 第71回   | 2016年 | 岩手県 八幡平市       | リレー女子(4×5km)                                                                 | 青森県（荒川 - 横濱 - 松舘 - 開坂）                                               | 青森県（荒川 - 横濱 - 松舘 - 開坂）                                               |                                                                                   |
| 第71回   | 2016年 | 岩手県 八幡平市       | リレー少年男子(4×10km)                                                            | 新潟県（廣田 - 坂詰 - 羽吹 - 中島）                                               | 新潟県（廣田 - 坂詰 - 羽吹 - 中島）                                               |                                                                                   |
| 第71回   | 2016年 | 岩手県 八幡平市       | 成年男子A10km                                                                     | 宇田崇二                                                                          | 福井県                                                                            |                                                                                   |
| 第71回   | 2016年 | 岩手県 八幡平市       | 成年男子B10km                                                                     | 成瀬開地                                                                          | 岐阜県                                                                            |                                                                                   |
| 第71回   | 2016年 | 岩手県 八幡平市       | 成年男子C5km                                                                      | 恩田祐一                                                                          | 新潟県                                                                            |                                                                                   |
| 第71回   | 2016年 | 岩手県 八幡平市       | 少年男子10km                                                                      | 坂詰健太郎                                                                        | 新潟県                                                                            |                                                                                   |
| 第71回   | 2016年 | 岩手県 八幡平市       | 成年女子A5km                                                                      | 滝沢こずえ                                                                        | 長野県                                                                            |                                                                                   |
| 第71回   | 2016年 | 岩手県 八幡平市       | 成年女子B5km                                                                      | 大塚裕華                                                                          | 長野県                                                                            |                                                                                   |
| 第71回   | 2016年 | 岩手県 八幡平市       | 少年女子5km                                                                       | 滝澤空良                                                                          | 北海道                                                                            |                                                                                   |
| 第72回   | 2017年 | 長野県 白馬村         | リレー成年男子(4×10km)                                                            | 秋田県（木村 - 田中 - 児玉 - 湊）                                                 | 秋田県（木村 - 田中 - 児玉 - 湊）                                                 |                                                                                   |
| 第72回   | 2017年 | 長野県 白馬村         | リレー女子(4×5km)                                                                 | 秋田県（米田 - 成田 - 佐藤 - 石垣）                                               | 秋田県（米田 - 成田 - 佐藤 - 石垣）                                               |                                                                                   |
| 第72回   | 2017年 | 長野県 白馬村         | リレー少年男子(4×10km)                                                            | 新潟県（宮崎 - 坂詰 - 中島 - 羽吹）                                               | 新潟県（宮崎 - 坂詰 - 中島 - 羽吹）                                               |                                                                                   |
| 第72回   | 2017年 | 長野県 白馬村         | 成年男子A10km                                                                     | 宇田崇二                                                                          | 福井県                                                                            |                                                                                   |
| 第72回   | 2017年 | 長野県 白馬村         | 成年男子B10km                                                                     | 成瀬開地                                                                          | 岐阜県                                                                            |                                                                                   |
| 第72回   | 2017年 | 長野県 白馬村         | 成年男子C5km                                                                      | 恩田祐一                                                                          | 新潟県                                                                            |                                                                                   |
| 第72回   | 2017年 | 長野県 白馬村         | 少年男子10km                                                                      | 土濃塚悠成                                                                        | 秋田県                                                                            |                                                                                   |
| 第72回   | 2017年 | 長野県 白馬村         | 成年女子A5km                                                                      | 土屋正恵                                                                          | 岩手県                                                                            |                                                                                   |
| 第72回   | 2017年 | 長野県 白馬村         | 成年女子B5km                                                                      | 小林由貴                                                                          | 新潟県                                                                            |                                                                                   |
| 第72回   | 2017年 | 長野県 白馬村         | 少年女子5km                                                                       | 小林千佳                                                                          | 長野県                                                                            |                                                                                   |
| 第73回   | 2018年 | 新潟県 妙高市         | リレー成年男子(4×10km)                                                            | 福井県（長谷川 - 宇田崇 - 宇田峻 - 宇田彬）                                       | 福井県（長谷川 - 宇田崇 - 宇田峻 - 宇田彬）                                       |                                                                                   |
| 第73回   | 2018年 | 新潟県 妙高市         | リレー女子(4×5km)                                                                 | 長野県（小林 - 祖父江 - 宮崎 - 滝沢）                                             | 長野県（小林 - 祖父江 - 宮崎 - 滝沢）                                             |                                                                                   |
| 第73回   | 2018年 | 新潟県 妙高市         | リレー少年男子(4×10km)                                                            | 新潟県（宮崎 - 廣井 - 郷 - 羽吹）                                                 | 新潟県（宮崎 - 廣井 - 郷 - 羽吹）                                                 |                                                                                   |
| 第73回   | 2018年 | 新潟県 妙高市         | 成年男子A10km                                                                     | 宮沢大志                                                                          | 新潟県                                                                            |                                                                                   |
| 第73回   | 2018年 | 新潟県 妙高市         | 成年男子B10km                                                                     | レンティング陽                                                                    | 長野県                                                                            |                                                                                   |
| 第73回   | 2018年 | 新潟県 妙高市         | 成年男子C5km                                                                      | 恩田祐一                                                                          | 新潟県                                                                            |                                                                                   |
| 第73回   | 2018年 | 新潟県 妙高市         | 少年男子10km                                                                      | 土濃塚悠成                                                                        | 秋田県                                                                            |                                                                                   |
| 第73回   | 2018年 | 新潟県 妙高市         | 成年女子A5km                                                                      | 滝沢こずえ                                                                        | 長野県                                                                            |                                                                                   |
| 第73回   | 2018年 | 新潟県 妙高市         | 成年女子B5km                                                                      | 小林由貴                                                                          | 新潟県                                                                            |                                                                                   |
| 第73回   | 2018年 | 新潟県 妙高市         | 少年女子5km                                                                       | 小林萌子                                                                          | 新潟県                                                                            |                                                                                   |
| 第74回   | 2019年 | 北海道 札幌市         | リレー成年男子(4×10km)                                                            | 新潟県（郷 - 藤ノ木 - 羽吹 - 恩田）                                               | 新潟県（郷 - 藤ノ木 - 羽吹 - 恩田）                                               |                                                                                   |
| 第74回   | 2019年 | 北海道 札幌市         | リレー女子(4×5km)                                                                 | 長野県（今溝 - 祖父江 - 渡邉 - 小林）                                             | 長野県（今溝 - 祖父江 - 渡邉 - 小林）                                             |                                                                                   |
| 第74回   | 2019年 | 北海道 札幌市         | リレー少年男子(4×10km)                                                            | 北海道（伊藤 - 村上 - 長岡 - 長屋）                                               | 北海道（伊藤 - 村上 - 長岡 - 長屋）                                               |                                                                                   |
| 第74回   | 2019年 | 北海道 札幌市         | 成年男子A10km                                                                     | 田中聖土                                                                          | 秋田県                                                                            |                                                                                   |
| 第74回   | 2019年 | 北海道 札幌市         | 成年男子B10km                                                                     | 蛯名貴徳                                                                          | 北海道                                                                            |                                                                                   |
| 第74回   | 2019年 | 北海道 札幌市         | 成年男子C5km                                                                      | 恩田祐一                                                                          | 新潟県                                                                            |                                                                                   |
| 第74回   | 2019年 | 北海道 札幌市         | 少年男子10km                                                                      | 沓掛隼士                                                                          | 長野県                                                                            |                                                                                   |
| 第74回   | 2019年 | 北海道 札幌市         | 成年女子A5km                                                                      | 滝沢こずえ                                                                        | 茨城県                                                                            |                                                                                   |
| 第74回   | 2019年 | 北海道 札幌市         | 成年女子B5km                                                                      | 石垣寿美子                                                                        | 秋田県                                                                            |                                                                                   |
| 第74回   | 2019年 | 北海道 札幌市         | 少年女子5km                                                                       | 祖父江凛                                                                          | 長野県                                                                            |                                                                                   |
| 第75回   | 2020年 | 富山県 南砺市         | リレー成年男子(4×10km)                                                            | 富山県（清水 - 宇田 - 広瀬 - 山下）                                               | 富山県（清水 - 宇田 - 広瀬 - 山下）                                               |                                                                                   |
| 第75回   | 2020年 | 富山県 南砺市         | リレー女子(4×5km)                                                                 | 長野県（祢津 - 中島 - 宮崎 - 小林）                                               | 長野県（祢津 - 中島 - 宮崎 - 小林）                                               |                                                                                   |
| 第75回   | 2020年 | 富山県 南砺市         | リレー少年男子(4×10km)                                                            | 長野県（沓掛 - 小島 - 湯本 - 小林）                                               | 長野県（沓掛 - 小島 - 湯本 - 小林）                                               |                                                                                   |
| 第75回   | 2020年 | 富山県 南砺市         | 成年男子A10km                                                                     | 佐藤友樹                                                                          | 岐阜県                                                                            |                                                                                   |
| 第75回   | 2020年 | 富山県 南砺市         | 成年男子B10km                                                                     | 宇田崇二                                                                          | 福井県                                                                            |                                                                                   |
| 第75回   | 2020年 | 富山県 南砺市         | 成年男子C5km                                                                      | 駒村俊介                                                                          | 新潟県                                                                            |                                                                                   |
| 第75回   | 2020年 | 富山県 南砺市         | 少年男子10km                                                                      | 湯本幸耶                                                                          | 長野県                                                                            |                                                                                   |
| 第75回   | 2020年 | 富山県 南砺市         | 成年女子A5km                                                                      | 児玉美希                                                                          | 三重県                                                                            |                                                                                   |
| 第75回   | 2020年 | 富山県 南砺市         | 成年女子B5km                                                                      | 開坂優                                                                            | 青森県                                                                            |                                                                                   |
| 第75回   | 2020年 | 富山県 南砺市         | 少年女子5km                                                                       | 本田千佳                                                                          | 秋田県                                                                            |                                                                                   |
| 第76回   | 2021年 | 秋田県 鹿角市         | 開催中止（新型コロナウイルス感染症拡大防止の為）                                  | 開催中止（新型コロナウイルス感染症拡大防止の為）                                  | 開催中止（新型コロナウイルス感染症拡大防止の為）                                  | 開催中止（新型コロナウイルス感染症拡大防止の為）                                  |
| 第77回   | 2022年 | 秋田県 鹿角市         | リレー成年男子(4×10km)                                                            | 岐阜県（小山 - 佐藤 - 傳田 - 成瀬）                                               | 岐阜県（小山 - 佐藤 - 傳田 - 成瀬）                                               |                                                                                   |
| 第77回   | 2022年 | 秋田県 鹿角市         | リレー女子(4×5km)                                                                 | 秋田県（畔上 - 畠山 - 山田 - 石垣）                                               | 秋田県（畔上 - 畠山 - 山田 - 石垣）                                               |                                                                                   |
| 第77回   | 2022年 | 秋田県 鹿角市         | リレー少年男子(4×10km)                                                            | 北海道（今関 - 古田 - 神 - 小池）                                                 | 北海道（今関 - 古田 - 神 - 小池）                                                 |                                                                                   |
| 第77回   | 2022年 | 秋田県 鹿角市         | 成年男子A10km                                                                     | 田中聖土                                                                          | 秋田県                                                                            |                                                                                   |
| 第77回   | 2022年 | 秋田県 鹿角市         | 成年男子B10km                                                                     | 宇田崇二                                                                          | 福井県                                                                            |                                                                                   |
| 第77回   | 2022年 | 秋田県 鹿角市         | 成年男子C5km                                                                      | 藤田紘基                                                                          | 富山県                                                                            |                                                                                   |
| 第77回   | 2022年 | 秋田県 鹿角市         | 少年男子10km                                                                      | 小池駿介                                                                          | 北海道                                                                            |                                                                                   |
| 第77回   | 2022年 | 秋田県 鹿角市         | 成年女子A5km                                                                      | 栃谷和                                                                            | 北海道                                                                            |                                                                                   |
| 第77回   | 2022年 | 秋田県 鹿角市         | 成年女子B5km                                                                      | 開坂優                                                                            | 青森県                                                                            |                                                                                   |
| 第77回   | 2022年 | 秋田県 鹿角市         | 少年女子5km                                                                       | 山田智子                                                                          | 秋田県                                                                            |                                                                                   |
| 特別国体 | 2023年 | 岩手県 八幡平市       | リレー成年男子(4×10km)                                                            | 北海道（松村 - 児玉 - 蜂須賀 - 大田喜）                                           | 北海道（松村 - 児玉 - 蜂須賀 - 大田喜）                                           |                                                                                   |
| 特別国体 | 2023年 | 岩手県 八幡平市       | リレー女子(4×5km)                                                                 | 長野県（山本 - 山﨑 - 宮崎 - 小林）                                               | 長野県（山本 - 山﨑 - 宮崎 - 小林）                                               |                                                                                   |
| 特別国体 | 2023年 | 岩手県 八幡平市       | リレー少年男子(4×10km)                                                            | 秋田県（古田 - 松浦 - 藤本 - 遠藤）                                               | 秋田県（古田 - 松浦 - 藤本 - 遠藤）                                               |                                                                                   |
| 特別国体 | 2023年 | 岩手県 八幡平市       | 成年男子A10km                                                                     | 大田喜日向                                                                        | 北海道                                                                            |                                                                                   |
| 特別国体 | 2023年 | 岩手県 八幡平市       | 成年男子B10km                                                                     | 宇田崇二                                                                          | 福井県                                                                            |                                                                                   |
| 特別国体 | 2023年 | 岩手県 八幡平市       | 成年男子C5km                                                                      | 関真二                                                                            | 長野県                                                                            |                                                                                   |
| 特別国体 | 2023年 | 岩手県 八幡平市       | 少年男子10km                                                                      | 藤本孝輔                                                                          | 秋田県                                                                            |                                                                                   |
| 特別国体 | 2023年 | 岩手県 八幡平市       | 成年女子A5km                                                                      | 小林千佳                                                                          | 長野県                                                                            |                                                                                   |
| 特別国体 | 2023年 | 岩手県 八幡平市       | 成年女子B5km                                                                      | 石垣寿美子                                                                        | 秋田県                                                                            |                                                                                   |
| 特別国体 | 2023年 | 岩手県 八幡平市       | 少年女子5km                                                                       | 畠山香恋                                                                          | 秋田県                                                                            |                                                                                   |
| 第78回   | 2024年 | 山形県                | リレー成年男子(4×10km)                                                            | 富山県（竹原 - 山﨑 - 広瀬 - 山下）                                               | 富山県（竹原 - 山﨑 - 広瀬 - 山下）                                               |                                                                                   |
| 第78回   | 2024年 | 山形県                | リレー女子(4×5km)                                                                 | 長野県（松沢 - 高橋 - 鎌倉 - 小林）                                               | 長野県（松沢 - 高橋 - 鎌倉 - 小林）                                               |                                                                                   |
| 第78回   | 2024年 | 山形県                | リレー少年男子(4×10km)                                                            | 秋田県（高畑 - 遠藤 - 成田 - 藤本）                                               | 秋田県（高畑 - 遠藤 - 成田 - 藤本）                                               |                                                                                   |
| 第78回   | 2024年 | 山形県                | 成年男子A10km                                                                     | 広瀬崚                                                                            | 富山県                                                                            |                                                                                   |
| 第78回   | 2024年 | 山形県                | 成年男子B10km                                                                     | 宇田崇二                                                                          | 福井県                                                                            |                                                                                   |
| 第78回   | 2024年 | 山形県                | 成年男子C5km                                                                      | 吉田圭伸                                                                          | 北海道                                                                            |                                                                                   |
| 第78回   | 2024年 | 山形県                | 少年男子10km                                                                      | 藤本孝輔                                                                          | 秋田県                                                                            |                                                                                   |
| 第78回   | 2024年 | 山形県                | 成年女子A5km                                                                      | 本田千佳                                                                          | 秋田県                                                                            |                                                                                   |
| 第78回   | 2024年 | 山形県                | 成年女子B5km                                                                      | 土屋正恵                                                                          | 青森県                                                                            |                                                                                   |
| 第78回   | 2024年 | 山形県                | 少年女子5km                                                                       | 小鮒穂乃実                                                                        | 秋田県                                                                            |                                                                                   |
| 第79回   | 2025年 | 秋田県                | リレー成年男子(4×10km)                                                            | 滋賀県（野﨑 - 小林 - 橋本 - 石川）                                               | 滋賀県（野﨑 - 小林 - 橋本 - 石川）                                               |                                                                                   |
| 第79回   | 2025年 | 秋田県                | リレー女子(4×5km)                                                                 | 長野県（木内 - 高橋 - 山﨑 - 小林）                                               | 長野県（木内 - 高橋 - 山﨑 - 小林）                                               |                                                                                   |
| 第79回   | 2025年 | 秋田県                | リレー少年男子(4×10km)                                                            | 北海道（吉田 - 和久 - 小池 - 藤原）                                               | 北海道（吉田 - 和久 - 小池 - 藤原）                                               |                                                                                   |
| 第79回   | 2025年 | 秋田県                | 成年男子A10km                                                                     | 笠原将                                                                            | 長野県                                                                            |                                                                                   |
| 第79回   | 2025年 | 秋田県                | 成年男子B10km                                                                     | 宇田崇二                                                                          | 福井県                                                                            |                                                                                   |
| 第79回   | 2025年 | 秋田県                | 成年男子C5km                                                                      | 関真二                                                                            | 長野県                                                                            |                                                                                   |
| 第79回   | 2025年 | 秋田県                | 少年男子10km                                                                      | 藤原天聖                                                                          | 北海道                                                                            |                                                                                   |
| 第79回   | 2025年 | 秋田県                | 成年女子A5km                                                                      | 本田千佳                                                                          | 秋田県                                                                            |                                                                                   |
| 第79回   | 2025年 | 秋田県                | 成年女子B5km                                                                      | 土屋正恵                                                                          | 青森県                                                                            |                                                                                   |
| 第79回   | 2025年 | 秋田県                | 少年女子5km                                                                       | 木内絢花                                                                          | 長野県                                                                            |                                                                                   |
| 第80回   | 2026年 | 青森県                | リレー成年男子(4×10km)                                                            |                                                                                   |                                                                                   |                                                                                   |
| 第80回   | 2026年 | 青森県                | リレー女子(4×5km)                                                                 |                                                                                   |                                                                                   |                                                                                   |
| 第80回   | 2026年 | 青森県                | リレー少年男子(4×10km)                                                            |                                                                                   |                                                                                   |                                                                                   |
| 第80回   | 2026年 | 青森県                | 成年男子A10km                                                                     |                                                                                   |                                                                                   |                                                                                   |
| 第80回   | 2026年 | 青森県                | 成年男子B10km                                                                     |                                                                                   |                                                                                   |                                                                                   |
| 第80回   | 2026年 | 青森県                | 成年男子C5km                                                                      |                                                                                   |                                                                                   |                                                                                   |
| 第80回   | 2026年 | 青森県                | 少年男子10km                                                                      |                                                                                   |                                                                                   |                                                                                   |
| 第80回   | 2026年 | 青森県                | 成年女子A5km                                                                      |                                                                                   |                                                                                   |                                                                                   |
| 第80回   | 2026年 | 青森県                | 成年女子B5km                                                                      |                                                                                   |                                                                                   |                                                                                   |
| 第80回   | 2026年 | 青森県                | 少年女子5km                                                                       |                                                                                   |                                                                                   |                                                                                   |
| 第81回   | 2027年 | 岩手県                | リレー成年男子(4×10km)                                                            |                                                                                   |                                                                                   |                                                                                   |
| 第81回   | 2027年 | 岩手県                | リレー女子(4×5km)                                                                 |                                                                                   |                                                                                   |                                                                                   |
| 第81回   | 2027年 | 岩手県                | リレー少年男子(4×10km)                                                            |                                                                                   |                                                                                   |                                                                                   |
| 第81回   | 2027年 | 岩手県                | 成年男子A10km                                                                     |                                                                                   |                                                                                   |                                                                                   |
| 第81回   | 2027年 | 岩手県                | 成年男子B10km                                                                     |                                                                                   |                                                                                   |                                                                                   |
| 第81回   | 2027年 | 岩手県                | 成年男子C5km                                                                      |                                                                                   |                                                                                   |                                                                                   |
| 第81回   | 2027年 | 岩手県                | 少年男子10km                                                                      |                                                                                   |                                                                                   |                                                                                   |
| 第81回   | 2027年 | 岩手県                | 成年女子A5km                                                                      |                                                                                   |                                                                                   |                                                                                   |
| 第81回   | 2027年 | 岩手県                | 成年女子B5km                                                                      |                                                                                   |                                                                                   |                                                                                   |
| 第81回   | 2027年 | 岩手県                | 少年女子5km                                                                       |                                                                                   |                                                                                   |                                                                                   |
| 第82回   | 2028年 | 長野県                | リレー成年男子(4×10km)                                                            |                                                                                   |                                                                                   |                                                                                   |
| 第82回   | 2028年 | 長野県                | リレー女子(4×5km)                                                                 |                                                                                   |                                                                                   |                                                                                   |
| 第82回   | 2028年 | 長野県                | リレー少年男子(4×10km)                                                            |                                                                                   |                                                                                   |                                                                                   |
| 第82回   | 2028年 | 長野県                | 成年男子A10km                                                                     |                                                                                   |                                                                                   |                                                                                   |
| 第82回   | 2028年 | 長野県                | 成年男子B10km                                                                     |                                                                                   |                                                                                   |                                                                                   |
| 第82回   | 2028年 | 長野県                | 成年男子C5km                                                                      |                                                                                   |                                                                                   |                                                                                   |
| 第82回   | 2028年 | 長野県                | 少年男子10km                                                                      |                                                                                   |                                                                                   |                                                                                   |
| 第82回   | 2028年 | 長野県                | 成年女子A5km                                                                      |                                                                                   |                                                                                   |                                                                                   |
| 第82回   | 2028年 | 長野県                | 成年女子B5km                                                                      |                                                                                   |                                                                                   |                                                                                   |
| 第82回   | 2028年 | 長野県                | 少年女子5km                                                                       |                                                                                   |                                                                                   |                                                                                   |